# Wilhelm I. (Württemberg)

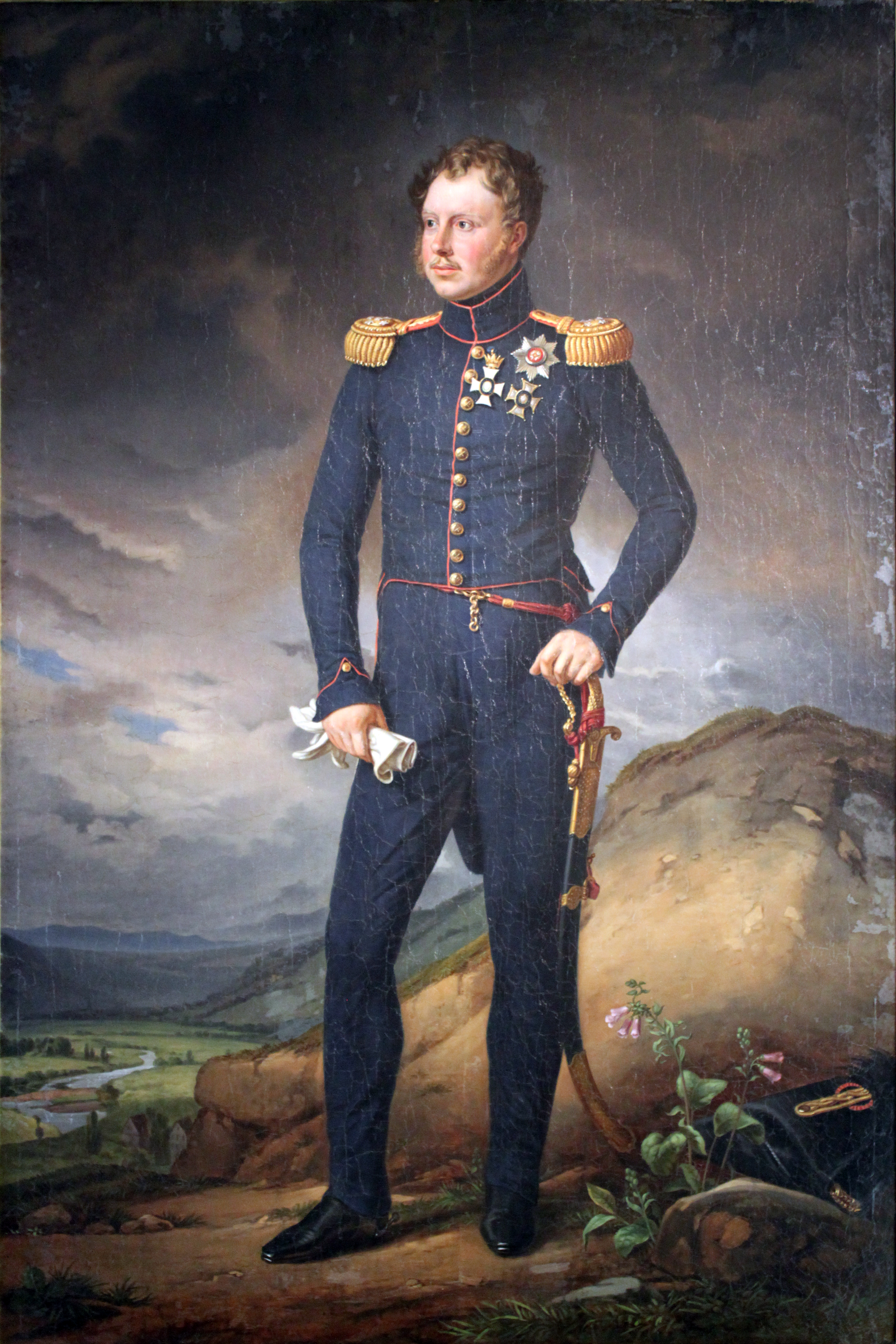
König Wilhelm I. von Württemberg, Ölgemälde von Joseph Karl Stieler, 1822

Wilhelm I. von Württemberg (* 27. September 1781 in Lüben in Schlesien; † 25. Juni 1864 in Cannstatt), geboren als Prinz Friedrich Wilhelm Karl, war von 1816 bis 1864 als Wilhelm I. der zweite König von Württemberg.
Nachdem Wilhelms Jugend von Auseinandersetzungen mit seinem Vater König Friedrich geprägt war, übernahm er die Herrschaft in Württemberg im von Missernten und Hungersnot geprägten „Jahr ohne Sommer“ 1816. Nach seinem Amtsantritt leitete er umfassende Reformen ein, die sich in der Zustimmung der württembergischen Landstände zur Verfassung am 25. September 1819 manifestierten. In seiner 48 Jahre andauernden Regierungszeit wandelte sich das Königreich Württemberg vom aus verschiedenen konfessionell unterschiedlichen Fürstentümern entstandenen heterogenen Agrarstaat zu einem Verfassungsstaat mit einer gemeinsamen Identität und einer durchorganisierten Verwaltung.
Neben seiner erfolgreichen Innenpolitik verfolgte er während seiner gesamten Regierungszeit eine ambitionierte auf Deutschland und Europa ausgerichtete Außenpolitik, die auf eine Veränderung des vom Wiener Kongress geschaffenen europäischen Machtsystems abzielte. Neben den Großmächten Preußen und Österreich sah er in den Königreichen Bayern, Sachsen, Hannover und Württemberg Kristallisationskerne einer dritten deutschen Großmacht. Auch wenn diese Triaspläne nie zum Erfolg führten, gewährleisteten sie während seiner gesamten Regierungszeit eine durchgängige, schlüssige und zielgerichtete Politik.
Als einziger deutscher Monarch sah Wilhelm sich gezwungen, die Reichsverfassung von 1848 anzuerkennen. Nach dem Scheitern der Revolution von 1848/49 verfolgte er eine restaurative Politik, die sein liberales Image aus der Zeit vor der Revolution konterkarierte. Er starb 1864 auf Schloss Rosenstein in Cannstatt. Sein Grab befindet sich in der Grabkapelle auf dem Württemberg.

## Verwandtschaftliche Einordnung

### Wilhelms Eltern
Prinz Friedrich Wilhelm Karl, der spätere König Wilhelm I., war der älteste Sohn von König Friedrich I. von Württemberg und von Prinzessin Auguste Karoline von Braunschweig-Wolfenbüttel. Wilhelms Vater war (über dessen Großmutter mütterlicherseits, Sophie Dorothea Marie) ein Großneffe Friedrichs des Großen. Friedrich der Große war zudem der Großonkel von Wilhelms Mutter Auguste Karoline. Wilhelms Vater und sein Großvater begannen ihre militärische Laufbahn in Preußen.

### Beziehung zu Kaiser Franz
Die Schwester von Wilhelms Vater, Elisabeth, wurde 1788 die erste Ehefrau des österreichischen Thronfolgers und späteren Kaisers Franz II. Nachdem dieser in der Zwischenzeit mit zwei weiteren Frauen verheiratet war, heiratete Kaiser Franz am 10. November 1816 in vierter Ehe die von Wilhelm geschiedene Karoline Auguste von Bayern. Kaiser Franz war damit sowohl zunächst der Ehemann von Wilhelms Tante als auch später der Ehemann von dessen geschiedener Frau.

### Beziehungen zum russischen Zarenhaus
Eine weitere Tante Wilhelms väterlicherseits, Sophie Dorothee von Württemberg, wurde 1776 mit dem Sohn Katharinas der Großen und späteren Zaren, Paul, verheiratet und nahm als Zarin den Namen Maria Fjodorowna an. Diese verwandtschaftliche Beziehung zum Zarenhaus hatte für das spätere Königreich Württemberg seit der Reorganisation Europas im Zuge des Wiener Kongresses wichtige politische Folgen.
Wilhelm heiratete 1816 kurz vor seiner Thronbesteigung in zweiter Ehe Großfürstin Katharina Pawlowna, die Tochter seiner Tante, der Zarin Maria Fjodorowna. Nachdem Katharina Pawlowna bereits 1819 verstorben war, wurde die verwandtschaftliche Beziehung zu Russland durch die Hochzeit Prinz Karls, des ältesten Sohnes Wilhelms, erneuert. Prinz Karl heiratete 1846 Großfürstin Olga. Olga war die Enkelin von Wilhelms Tante, der Zarin Maria Fjodorowna, und die Nichte seiner zweiten Frau, Katharina Pawlowna. Olgas Vater war Zar Nikolaus I., der Nachfolger ihres Onkels, des Zaren Alexander I. Die Mutter Olgas, Zarin Alexandra Fjodorowna, war wiederum die Schwester der Preußenkönige Friedrich Wilhelm IV. und Wilhelm I.

### Sonstige Beziehungen zu den europäischen Herrscherhäusern
Wilhelms Schwester Katharina wurde 1807 mit Jérôme Bonaparte verheiratet, dem Bruder des französischen Kaisers Napoleon.
Zum britischen Königshaus bestanden Beziehungen über Augusta von Hannover, Wilhelms Großmutter mütterlicherseits und ältere Schwester des britischen Königs Georg III. Georgs Tochter Charlotte Auguste war die zweite Frau König Friedrichs von Württemberg und damit Wilhelms Stiefmutter. Wilhelms Onkel Ludwig von Württemberg, der Vater seiner dritten Frau Pauline, ist der Urgroßvater der britischen Queen Mary, welche Großmutter von Königin Elisabeth II. war. Sophie von Württemberg, Wilhelms zweite Tochter aus der Ehe mit Katharina, heiratete 1839 ihren Cousin Wilhelm III. von Oranien, den späteren König der Niederlande. Wilhelm III. war ein Sohn von Katharinas Schwester Anna Pawlowna.

## Leben

### Kindheit und Jugend

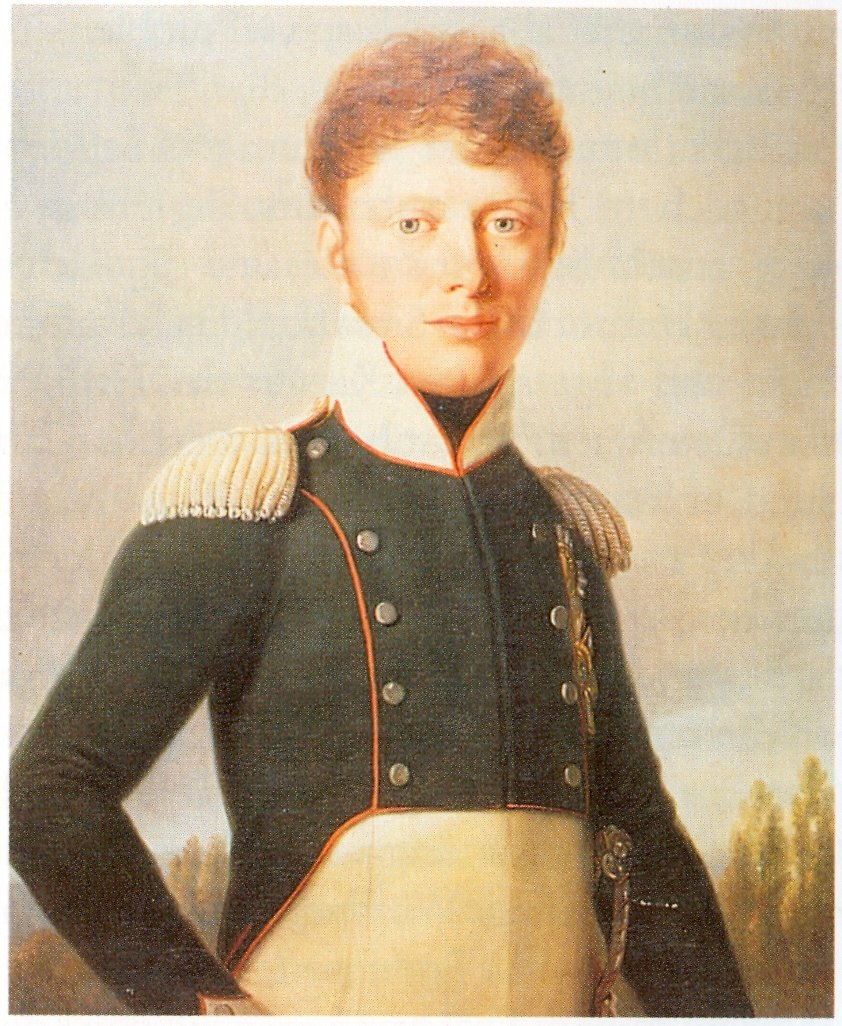
Jugendbildnis Friedrich Wilhelms von Württemberg

Als Friedrich Wilhelm, der als Kind Fritz genannt wurde und sich erst mit Beginn seiner Regierungszeit Wilhelm nannte, 1781 auf die Welt kam, war das Verhältnis seiner bei der Geburt noch nicht 17 Jahre alten Mutter mit dem zehn Jahre älteren Vater bereits von Streit und Disharmonie geprägt. Sein Vater, der 1774 in den preußischen Militärdienst eingetreten war, fiel 1781 bei seinem Großonkel, König Friedrich II. von Preußen, in Ungnade und wechselte kurz nach Wilhelms Geburt in den Dienst der russischen Zarin Katharina. Sie ernannte ihn zum Generalgouverneur des Gouvernements Finnland. Auch wenn Wilhelms Mutter Auguste im Februar 1783 seine Schwester Katharina, am 24. Dezember 1783 die bereits 1784 verstorbene Auguste und im Januar 1785 den Prinzen Paul gebar, verschlechterte sich das Verhältnis zwischen den Eltern weiter. Zarin Katharina zwang Friedrich im Dezember 1786 mit seinen Kindern zum Verlassen Russlands und gab Auguste in die Obhut des ehemaligen Hofjägermeisters Reinhold Wilhelm von Pohlmann, von dem sie schwanger wurde. Sie starb 1788 qualvoll an einer Fehlgeburt, da Pohlmann, um die Schwangerschaft zu verheimlichen, ärztliche Hilfe verweigerte. 1790 übersiedelte Friedrich mit seinen beiden Söhnen nach Ludwigsburg. Er sorgte dafür, dass seine Söhne Erzieher bekamen, die in Württemberg verwurzelt waren. Die Erziehung war auf Geheiß des Vaters detailverliebt, geregelt und sehr streng.
Mit dem Tod Herzog Carl Eugens am 24. Oktober 1793 endete dessen Herrschaft nach 56 Jahren. Da er keine ehelichen Nachkommen hatte, ging das Herzogtum nacheinander an seine Brüder. Herzog Ludwig Eugen regierte von 1793 bis 1795; Friedrich Eugen, der Großvater Friedrich Wilhelms, übernahm die Herrschaft im Mai 1795. Friedrich Wilhelms Vater Friedrich wurde Erbprinz und nach dem Tod Friedrich Eugens am 23. Dezember 1797 selbst Herzog von Württemberg. Ab November 1797 waren Friedrich und seine zweite Ehefrau Charlotte Auguste Mathilde auf der Suche nach einer Ehefrau für Friedrich Wilhelm. Neben der Schwester von Kaiser Franz II. Erzherzogin Maria Amalia (1780–1798) von Österreich waren auch die Großfürstinnen Alexandra und Maria von Russland im Gespräch.
Das Verhältnis Herzog Friedrichs zu seinem Sohn verschlechterte sich immer mehr. Friedrich Wilhelm lehnte sich häufig gegen die Erziehung und seinen Vater auf. Aus dem Jahr 1798 ist überliefert, dass bei ihm pornographische Schriften entdeckt wurden. 1799 wurden Fluchtpläne Friedrich Wilhelms aus Württemberg bekannt, so dass sein Vater ihn vorübergehend in Arrest nehmen ließ. Nach seiner Freilassung begann Friedrich Wilhelm ein Studium an der Universität Tübingen. Im Zuge des 1797 ausgebrochenen Zweiten Koalitionskriegs marschierten die Franzosen unter Napoleon Bonaparte im Frühjahr 1800 in Württemberg ein. Friedrich Wilhelm, der als Freiwilliger in die österreichische Armee eingetreten war, nahm im Dezember 1800 an der Schlacht von Hohenlinden teil. 1803 erlangte er den Rang eines kaiserlichen Generalmajors. Zeitgenossen bescheinigten ihm bereits damals profunde militärische Kenntnisse, Mut und Tapferkeit.
Nach der Rückkehr nach Württemberg im Jahr 1801 begannen Friedrich Wilhelm und sein Bruder Paul Liebschaften zu den Töchtern des Landschaftskonsulenten Konradin von Abel. Friedrich Wilhelm verliebte sich in die vier Jahre ältere Therese von Abel. Zu dieser Zeit gab es Auseinandersetzungen zwischen Herzog Friedrich und den Landständen über innen- und außenpolitische Fragen. Konradin von Abel vertrat die außenpolitischen Interessen der Landstände und wurde dabei von Friedrich Wilhelm unterstützt, der damit gegen die Interessen und die Politik seines Vaters Stellung bezog. 1803 floh Friedrich Wilhelm aus Württemberg nach Paris, Wien, Schaffhausen und Saarburg. In Saarburg brachte Therese von Abel Zwillinge zur Welt, die kurz nach ihrer Geburt starben. Obwohl der inzwischen zum Kurfürsten aufgestiegene Friedrich seinen Sohn durch eingesetzte Vermittler nach Württemberg zurückholen wollte, ging Friedrich Wilhelm im Oktober nach Paris, wo er bereits am 14. Oktober 1803 vom Ersten Konsul Napoleon Bonaparte empfangen wurde. Kurfürst Friedrich konnte durch diplomatische Interventionen die geplante Heirat seines Sohnes mit Therese von Abel verhindern. Zur Trennung der beiden kam es aber erst im Herbst 1804. Während seiner Zeit in Paris wurde Friedrich Wilhelm von den württembergischen Landständen und später von Napoleon finanziell unterstützt.

### Friedrich Wilhelm als Thronfolger
Am 11. September 1805 verließ Friedrich Wilhelm Paris und kehrte nach einem Besuch bei seinen Großeltern in Braunschweig nach Stuttgart zurück, wo er sich im November erstmals wieder mit seinem Vater traf. Zu seiner Rückkehr trug vor allem die Veränderung der politischen Großwetterlage bei. Großbritannien, das sich bereits seit 1803 im Krieg mit Napoleon Bonaparte befand, schloss ein Bündnis mit Russland und Österreich. Napoleon gelang es, Baden und Bayern auf seine Seite zu ziehen, so dass Württemberg nach einigem Zögern gezwungen war, dem französischen Druck nachzugeben und ebenfalls ein Bündnis mit Napoleon einzugehen. Im Vorfeld plante Frankreichs Außenminister Talleyrand einen Putsch gegen Kurfürst Friedrich, bei dem sein Sohn die Regierung übernehmen sollte. Friedrich Wilhelm widersetzte sich diesem Ansinnen. Das Agieren Napoleons und Talleyrands in dieser Sache wird als Hauptgrund für die spätere Abneigung Wilhelms gegenüber Napoleon angesehen. Friedrich bezog seinen Sohn nicht in die Regierungsgeschäfte ein, billigte ihm aber einen eigenen Hofstaat zu, an dessen Spitze sein Freund Ernst von Phull-Rieppur, der ihn in der Zeit außer Landes begleitet hatte. Friedrich Wilhelm nutzte die Zeit zur Weiterbildung und eignete sich unter anderem Kenntnisse in der Landwirtschaft an.
Mit Wirkung vom 1. Januar 1806 wurde das in dieser Zeit durch Gebietszuwächse sich deutlich vergrößernde Kurfürstentum Württemberg zum Königreich erhoben. 1806 schloss sich Preußen der Koalition gegen Kaiser Napoleon an und wurde innerhalb weniger Wochen besiegt und besetzt. Napoleon wollte Württemberg durch Heiratspolitik enger an sich binden. Am 13. August 1807 kam es zur Heirat von Friedrich Wilhelms Schwester Katharina mit dem Bruder Napoleons Jérôme, der am 18. August König des neu geschaffenen Königreichs Westphalen wurde. Um sich von der Gefahr einer weiteren von Napoleon angestrebten Heiratsverbindung mit dessen Familie zu sichern, strebte Friedrich Wilhelm unterstützt von seinem Vater die Heirat mit Charlotte Auguste, der Tochter des bayerischen Königs Max Josef aus dessen Ehe mit Auguste Wilhelmine von Hessen-Darmstadt an. Nach längeren Verhandlungen kam es am 8. Juni 1808 zur Vermählung der beiden in München. Da es sich um eine reine Zweckehe handelte und Friedrich Wilhelm kein Interesse an einer weiter gehenden Beziehung zu seiner Ehefrau hatte, vereinsamte Charlotte in Stuttgart zunehmend. Friedrich hielt sich häufig in Kassel am Hof seines Schwagers Jérôme auf. Hier lernte er auch die ehemalige Geliebte Jérômes, die Baronin Blanche von Keudelstein († 1864) genannt La Fleche kennen. Er begann ein Verhältnis mit ihr, das er später auch in Württemberg als König fortsetzte.
1809 musste Württemberg für Napoleon im Krieg gegen Österreich Truppen stellen und gleichzeitig seine eigenen Ostgrenzen sichern. Friedrich Wilhelm erhielt den Oberbefehl über die zur Grenzverteidigung eingesetzten Truppen. Er besiegte dabei die gegen die bayerische Herrschaft rebellierenden Vorarlberger durch einen Angriff auf Bregenz. Beim Russlandfeldzug Napoleons erhielt Friedrich Wilhelm wiederum den Oberbefehl über die württembergischen Truppen. Der Feldzug war für die württembergische Armee verheerend. Von den 15.800 Soldaten kehrten nur einige hundert nach Württemberg zurück. Friedrich Wilhelm, dem Napoleon misstraute, überlebte wahrscheinlich nur deshalb, weil ihn eine Ruhrerkrankung im Sommer 1812 dazu zwang, den Oberbefehl abzugeben. Trotz der katastrophalen Niederlage musste Württemberg auch für den weiteren Kriegsverlauf Truppen stellen. Nach der Völkerschlacht bei Leipzig vom 16. bis 19. Oktober 1813 wechselte Württemberg auf die Seite der Allianz gegen Napoleon. Friedrich Wilhelm übernahm daraufhin den Oberbefehl über die Württembergische Armee, die im November durch österreichische Truppen verstärkt wurde. Am 30. Dezember überschritt diese Armee den Rhein bei Hüningen. Nach mehreren Gefechten, durch die die von Friedrich Wilhelm geführten Truppen maßgeblichen Einfluss auf den Kriegsverlauf hatten, zog er am 31. März 1814 zusammen mit Zar Alexander und König Friedrich Wilhelm III. von Preußen in Paris ein. Napoleon dankte ab und wurde auf Elba verbannt.
Der Sturz Napoleons eröffnete Friedrich Wilhelm die Möglichkeit, die Trennung von seiner Frau Charlotte in die Wege zu leiten. Er hatte sich im Juni 1814 in Großbritannien in seine Cousine Großfürstin Katharina von Russland, die Witwe des Prinzen Georg von Oldenburg, verliebt. Nachdem Charlotte sowie König Friedrich und König Max Josef von Bayern der Scheidung zugestimmt hatten, annullierte ein von König Friedrich am 9. August 1814 einberufenes Ehegericht die Ehe am 31. August 1814. Beide Partner hatten angegeben, dass die Ehe wegen gegenseitiger Abneigung nicht vollzogen wurde. Die Annullierung durch den Papst, die notwendig war, da Charlotte katholisch war, erfolgte erst am 12. Januar 1816 kurz vor der Hochzeit Friedrich Wilhelms und Katharinas. Charlotte heiratete am 10. November 1816 den österreichischen Kaiser Franz I.
Friedrich Wilhelm und auch Katharina nahmen am Wiener Kongress teil, bei dem die europäischen Fürstenhäuser und Regierungen unter dem Vorsitz des österreichischen Staatskanzlers Fürst Klemens Wenzel Lothar von Metternich ab September 1814 eine neue europäische Staatenordnung ausarbeiteten.
Nach der Rückkehr Napoleons und in dem darauf folgenden Krieg 1815 befehligte Friedrich Wilhelm wiederum ein Armeekorps der alliierten Truppen. Er war der einzige Angehörige eines der regierenden deutschen Fürstenhäuser, der aktiv als Militärbefehlshaber an den Kriegen von 1814 und 1815 teilnahm. Wilhelm Hauff verarbeitete dies in seinem Gedicht Prinz Wilhelm literarisch.
Am 24. Januar 1816 fand die Eheschließung Friedrich Wilhelms mit Katharina in St. Petersburg mit pompösen Feierlichkeiten statt. Das neuvermählte Paar hielt sich danach noch einige Wochen in Russland auf und traf am 13. April 1816 in Stuttgart ein.

### Die ersten Jahre der Herrschaft König Wilhelms

#### Amtsantritt als König Wilhelm I.
König Friedrich starb am 30. Oktober 1816 morgens um 1:30 Uhr. Am selben Tag gebar Katharina, die aus ihrer ersten Ehe bereits zwei Söhne hatte, die gemeinsame Tochter Marie Friederike Charlotte. Obwohl König Friedrich und sein Sohn in dessen letzten Regierungsjahren keine harten politischen und persönlichen Auseinandersetzungen mehr hatten, zeigten die ersten Regierungsmaßnahmen des neuen Königs, dass es sich um einen eindeutigen Macht- und Politikwechsel handelte. So nannte sich der neue König, der mit Friedrich Wilhelm Karl dieselben Taufnamen wie sein Vater hatte, ab seinem Amtsantritt nicht Friedrich wie sein Vater oder wie bisher Friedrich Wilhelm, sondern nur Wilhelm. Er verkürzte auch den Herrschertitel und nannte sich lediglich Wilhelm von Gottesgnaden, König von Württemberg. Das Staatswappen wurde ebenfalls vereinfacht und die Staatsfarben von Schwarz-Rot-Gold auf Schwarz-Rot reduziert. Er erließ eine Amnestie für Zivil- und Militärsträflinge und machte Strafversetzungen von Beamten rückgängig. Er entließ die meisten Minister des Staatsministeriums und setzte dafür den Geheimen Rat als Regierung ein. Führungspositionen bei Hof und in der Beamtenschaft besetzte er neu.

#### Maßnahmen gegen die wirtschaftliche Not der Bevölkerung
Wilhelms Regierungsantritt fiel in eine Zeit großer wirtschaftlicher Not. Im April 1815 war der Vulkan Tambora in Indonesien ausgebrochen, was zu einer monatelang andauernden Verschlechterung der globalen Wetterverhältnisse führte. Im Frühjahr und Sommer 1816 gab es überall in Europa Unwetter mit Kälte, Regen und Hagelschlag. Bereits im Oktober fiel der erste Schnee in Württemberg. Das Jahr 1816 wird deshalb auch als Jahr ohne Sommer bezeichnet. In Württemberg kam es zu Missernten und in der Folge zu einer Vervielfachung der Lebensmittelpreise. Im Winter 1816/1817 brachen in ganz Württemberg Hungersnöte aus. Zur Linderung der Not wurden von der Regierung Höchstpreise für Lebensmittel festgesetzt und deren Ausfuhr erschwert und später verboten. Außerhalb des Landes wurden große Mengen Getreide aufgekauft. Die Erfahrungen des Hungerwinters lösten im Königreich Württemberg angetrieben vom Königspaar Aktivitäten aus, die auf eine langfristige Verbesserung der wirtschaftlichen Situation breiter Bevölkerungsschichten abzielten. Wilhelm forcierte dabei den Ausbau der Landwirtschaft, während sich Katharina der Armenpflege widmete.
Er nutzte eine Dienstbarkeit der Straßenanlieger für die Anpflanzungen von Obstbäumen auf fremdem Grund. Die durch diese Aktivitäten geschaffenen Einrichtungen trugen wesentlich zum wirtschaftlichen Aufstieg Württembergs in der Folgezeit und zu einem relativ zu anderen europäischen Staaten dieser Zeit ausgeglichenen sozialen Klima bei. Am 20. November 1818 gründete Wilhelm I. die Landwirtschaftliche Unterrichts-, Versuchs- und Musteranstalt in Hohenheim, aus der später die Universität Hohenheim hervorging. Im gleichen Jahr wurde von ihm ein „jährlich am 28. September zu Kannstadt abzuhaltendes landwirtschaftliches Fest“ ins Leben gerufen, das noch heute als Cannstatter Volksfest gefeiert wird. König Wilhelm I. ließ durch seine Beauftragten im Ausland Rinder und Schafe ankaufen, um sie in Württemberg zu züchten. Berühmt geworden sind seine Araberhengste, die er sich aus dem Orient beschaffte und die den Grundstock des heutigen Bestandes im Haupt- und Landgestüt Marbach bilden. Auf Veranlassung Katharinas wurden in den Gemeinden Wohltätigkeitsvereine gegründet, die durch einen Landeswohltätigkeitsverein in Stuttgart gesteuert wurden. Die Aktivitäten wurden unter anderem durch Spenden aus dem Privatvermögen des Königspaares, Katharinas Mutter Zarin Maria Fjodorowna und andere Mitglieder des Königshauses unterstützt. Die Württembergische Landessparkasse wurde am 12. Mai 1818 auf Initiative Katharinas errichtet. Zur selben Zeit wurde mit der Armenkommission eine für die Aktivitäten der Armenpflege zuständige Behörde beim Innenministerium angesiedelt. Der Bau des 1828 fertig gestellten Katharinenhospitals wurde durch eine Spende Katharinas im Jahr 1817 angestoßen.
Die Schweinezucht geht nachweislich auf König Wilhelm I zurück. So ließ er sich zur Förderung der Viehzucht in Württemberg um 1820 chinesische Maskenschweine mit Landschweinen kreuzen. Die Zucht gelang: Die robusten und genügsamen Mohrenköpfle entstanden.

#### Der Tod Königin Katharinas

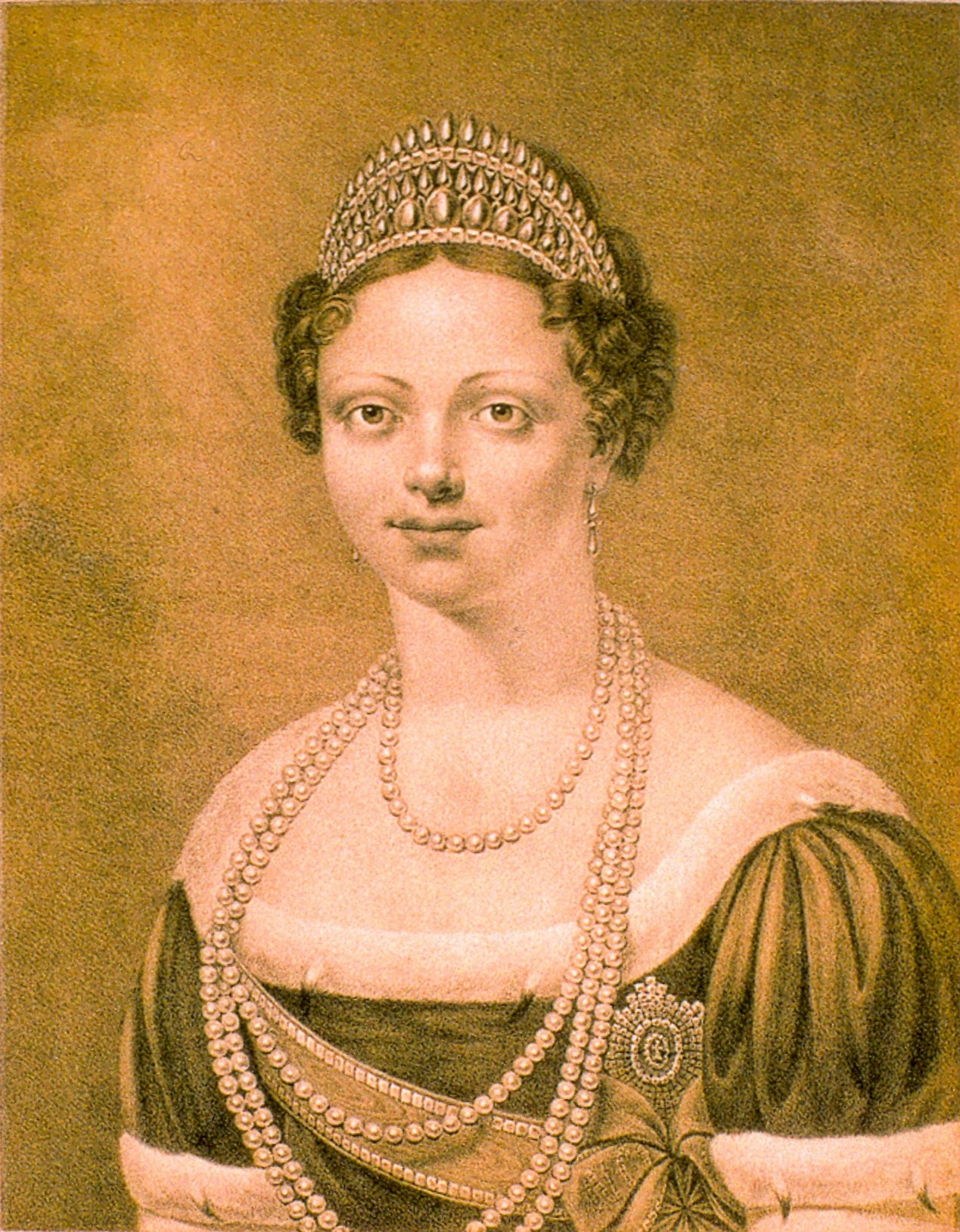
Königin Katharina im Jahr 1817

Katharinas und Wilhelms zweite Tochter Sophie von Württemberg, die spätere Königin der Niederlande wurde am 17. Juni 1818 geboren. Trotz der nach außen hin harmonischen Ehe Wilhelms und Katharinas hatte Wilhelm außereheliche sexuelle Beziehungen. Er nahm zu seiner ehemaligen Geliebten Blanche La Fleche erneut Kontakt auf. Es wird auch vermutet, dass der am 26. Februar 1818 geborene Eduard von Kallee ein unehelicher Sohn Wilhelms war. Als Katharina am 3. Januar 1819 ihren Mann in Scharnhausen mit einer Geliebten, vermutlich Blanche La Fleche, erwischte, fuhr sie im offenen Wagen zurück nach Stuttgart. An den Folgen der sich daraufhin einstellenden Erkältung starb sie am 9. Januar 1819. Wilhelm I. ließ ihr auf dem Württemberg bei Stuttgart, wo früher die Stammburg des Hauses Württemberg stand, eine Grabkapelle errichten, in der sie 1824 beigesetzt wurde. Um die Umstände ihres Todes und seine Liebesaffären zu vertuschen, entfaltete Wilhelm verschiedene Aktivitäten. Zum Beispiel versuchte er, über Vermittler Briefe Katharinas in seinen Besitz zu bringen, von denen er vermutete, dass etwas über seine Liebesaffären enthalten sein könnte. Der Hauptgrund hierfür war, die politisch sehr wichtigen Beziehungen Württembergs zu Russland nicht oder nur wenig zu belasten. König Wilhelm äußerte in einem Brief, dass er ans Abdanken denke. Er nahm mit seinem Bruder Paul Kontakt auf, um ihn dazu zu bewegen, zugunsten seines Sohnes Prinz Friedrich auf den Thronanspruch zu verzichten. Die Söhne Katharinas gingen nach dem Tod ihrer Mutter nach Oldenburg zu ihrem Großvater Großherzog Peter I.

#### Der Weg zur Verfassung des Königreichs Württemberg
Beim Amtsantritt Wilhelms lagen die württembergischen Landstände in einem als Verfassungsstreit bezeichneten Konflikt mit dem Königshaus. Bei den Verhandlungen auf dem Wiener Kongress bestand das Ziel, für das neu zu konstituierende Deutschland eine bundesstaatliche Verfassung zu errichten. Weil König Friedrich mit einer eigenen Verfassung der Bundesverfassung zuvorkommen wollte, hatte er dem am 15. März 1815 einberufenen Landtag ein Staatsgrundgesetz vorgelegt. Der Entwurf des Staatsgrundgesetzes traf auf starken Widerstand der Landstände, die die bisherige auf dem Tübinger Vertrag von 1514 basierende Verfassung wieder in Kraft setzen wollten. Den Landständen gelang es, die Bevölkerung in einer Kampagne für das alte Recht auf ihre Seite zu ziehen. Einer der Protagonisten dieser Bewegung, den so genannten Altrechtlern war der Dichter und Politiker Ludwig Uhland, der hierfür eigens das Gedicht Das alte, gute Recht verfasste. Die Kampagne war so wirksam, dass das von König Friedrich vorgelegte Staatsgrundgesetz nie verabschiedet wurde. Die Landstände erhofften sich, dass der neue König die altwürttembergische Verfassung wiederherstellen würde. Wilhelm war aber der Überzeugung, dass diese Verfassung mit den Verhältnissen des Königreichs Württemberg unvereinbar sei. In einem Reskript an die Landstände vom 9. November 1816 stellte er in Aussicht, dass Teile der alten Verfassung übernommen werden sollten. Was aber die Kraft der Regierung lähmen und die Entwicklung wahrer bürgerlicher Freiheit hemmen würde, müsse der Kraft der besseren Einsicht und der Macht der gegenwärtigen Bedürfnisse weichen. Er wies den neu eingerichteten Geheimen Rat, dem auch liberal gesinnte Mitglieder angehörten, an, einen neuen Verfassungsentwurf auszuarbeiten. Als wichtige Reformmaßnahme und als Entgegenkommen an die Landstände wurde am 30. Januar 1817 ein liberales Pressegesetz erlassen. Am 3. März 1817 tagte der Landtag; König Wilhelm erläuterte in seiner Eröffnungsrede den vom Geheimen Rat unter seiner Mitwirkung ausgearbeiteten Verfassungsentwurf. Der Entwurf enthielt definierte Freiheitsrechte. Die Landstände wurden in zwei Kammern aufgeteilt. Die Mitglieder der Kammer der Abgeordneten sollten vom Volk gewählt werden. Die Verwaltung des Staatsvermögens durch ständische Ausschüsse war nicht mehr vorgesehen. Die Altrechtler lehnten den Verfassungsentwurf ab, da er die Rechte der Landstände einschränkte. Am 30. April 1817 kam es zu einer Demonstration vor dem Landtag. Bei der Abstimmung am 2. Juni 1817 lehnte der Landtag den Entwurf mit 67 zu 42 Stimmen ab. Die Nein-Stimmen kamen vorwiegend von Standesherren und Vertretern aus den altwürttembergischen Landesteilen, während die Ja-Stimmen in erster Linie durch Angehörige der Ritterschaft und von Vertretern aus den neuwürttembergischen zwischen 1797 und 1810 hinzugekommenen Landesteilen abgegeben wurden. Wilhelm, der über diese Entwicklung äußerst verärgert war, löste daraufhin den Landtag auf. Die Regierung setzte in den Jahren 1817 und 1818 wesentliche Reformen in der Staatsverwaltung, wie zum Beispiel die Abschaffung der Leibeigenschaft, auch ohne die Geltung einer neuen Verfassung um. Der von Wilhelm beauftragte Eugen von Maucler band verschiedene Altrechtler in die Ausarbeitung der Reformen ein. Einige wurden in den württembergischen Staatsdienst übernommen. 1819 wurde ein neuer Landtag gewählt, der am 13. Juli 1819 in Ludwigsburg zu seiner konstituierenden Sitzung zusammenkam. Die Ermordung des russischen Staatsrats August von Kotzebue am 23. März 1819 in Mannheim durch den Burschenschafter Karl Ludwig Sand hatte die Bereitschaft der europäischen Monarchen, bürgerlichen Verfassungsideen entgegenzukommen, stark eingeschränkt. Vor allem die Großmächte Preußen, Russland und Österreich waren daraufhin für eine harte Haltung gegenüber demokratischen Ideen. Vom 6. bis 31. August 1819 fand eine Ministerialkonferenz in Karlsbad statt. Die dort ausgearbeiteten Karlsbader Beschlüsse schränkten die Pressefreiheit ein und setzten liberal gesinnte Angehörige der Universitäten und damit den gesamten bürgerlichen Liberalismus unter Druck. Dies trug dazu bei, dass die Altrechtler bei den Beratungen in Stuttgart kompromissbereiter wurden. Der Umgang Wilhelms mit den Landständen war sehr freundlich und hob sich dadurch deutlich vom Verhalten anderer Monarchen in Europa gegenüber liberalen und demokratischen Ideen und Repräsentanten ab. Kaiser Franz von Österreich und dessen Staatskanzler Metternich missbilligten diese Entwicklung in Württemberg. Der Kaiser übergab dem württembergischen Außenminister Graf Wintzingerode am 20. September 1819 einen Brief, in dem er Wilhelm aufforderte, den Verfassungsprozess abzubrechen. Nach einer Krisensitzung des Geheimen Rats am 23. September schlossen die Landstände am 25. September den Verfassungsvertrag mit Wilhelm ab. Die Verfassung gab dem König eine starke Stellung. Nach § 4 vereinigte er in sich alle Rechte der Staatsgewalt. Er war allerdings an die Verfassung gebunden. Die Landstände, die in einem Zweikammersystem organisiert waren, erhielten Steuerbewilligungsrechte und wirkten an der Gesetzgebung mit. Die Einkünfte des Königs wurden nach § 104 in einer Zivilliste geregelt, so dass im Finanzwesen die Trennung zwischen Staat und Krone gewährleistet war.

### Die Zeit der Konsolidierung und Etablierung ab 1820

#### Familie und Privatleben

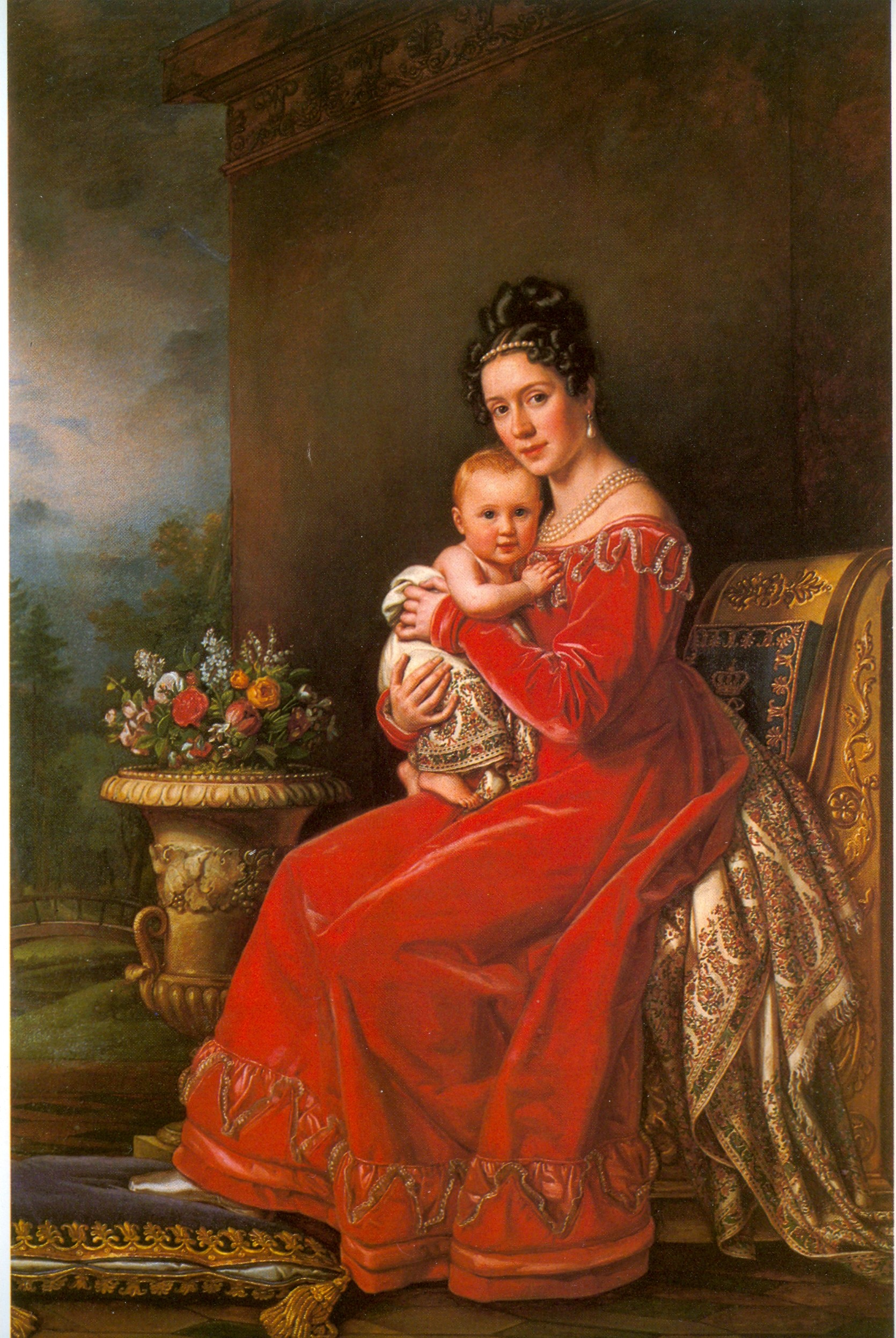
Pauline von Württemberg und ihr Sohn Karl um 1825

Schon bald nach dem Tod Königin Katharinas strebte Wilhelm eine neue Ehe an. Er entschied sich wiederum für eine Cousine. Die 19 Jahre jüngere Pauline (1800–1873) war die Tochter seines Onkels Ludwig Friedrich von Württemberg. Die Hochzeit fand am 19. April 1820 statt. Pauline sah ihrer Vorgängerin Königin Katharina ähnlich. Sie neigte aber zu einer eher pietistischen Lebensauffassung und war prüde. Als zum Beispiel ihre Tochter als Baby nackt gemalt werden sollte, ließ sie das nicht zu. Der Beginn der Ehe war nach außen harmonisch. Pauline kam ihren Repräsentationspflichten nach, und das Königspaar unternahm viele Aktivitäten gemeinsam. Am 24. August 1821 wurde die erste gemeinsame Tochter Katharina geboren. Die Geburt des Thronfolgers Karl am 6. März 1823 wurde von der Bevölkerung und der Königsfamilie mit großer Freude aufgenommen. Das dritte Kind Auguste wurde am 4. Oktober 1826 geboren.
Wilhelm unterhielt weiterhin außereheliche sexuelle Beziehungen zu anderen Frauen. Auf Reisen nach Italien traf er sich weiterhin mit Blanche La Fleche. Ab Ende der 1820er Jahre entfremdete sich das Königspaar zunehmend. Wilhelm begann ein Verhältnis mit der Schauspielerin Amalie von Stubenrauch. Die 1803 geborene Frau begann ihre Schauspielerkarriere 1823 am Münchner Hoftheater. Nach einem Gastspiel im März 1827 wechselte sie im Herbst 1828 dauerhaft an das Stuttgarter Hoftheater, wo Wilhelm bald auf sie aufmerksam wurde. Die Beziehung zu ihr war kein rein sexuell orientiertes Liebesabenteuer. Wilhelm und Amalie pflegten ihr Verhältnis bis zu Wilhelms Tod im Jahr 1864.

#### Politik

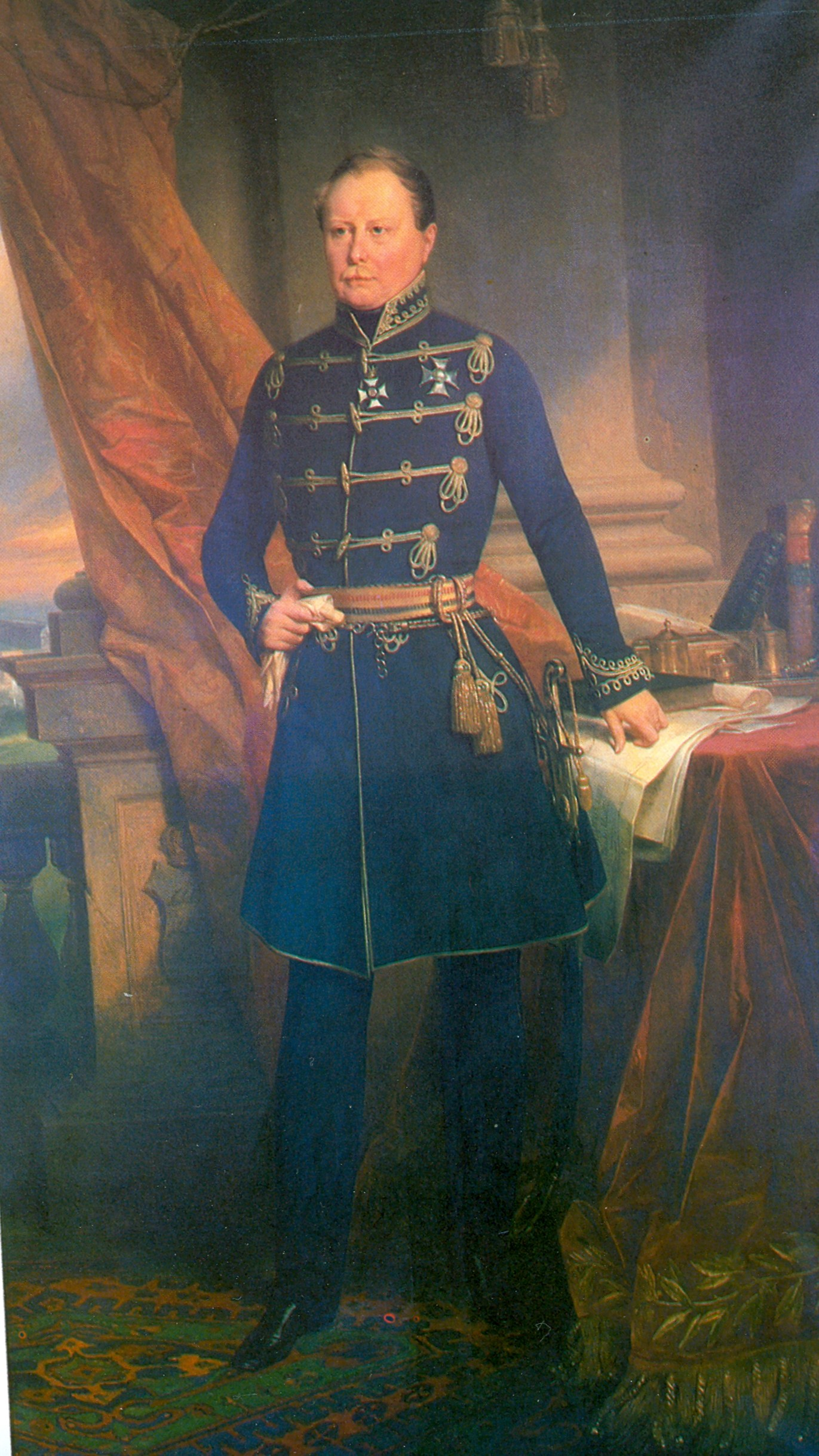
König Wilhelm I. von Württemberg, Ölgemälde von Joseph Karl Stieler aus dem Jahr 1827

In den Jahren zwischen 1820 und 1830 wurden insgesamt fünf Landtage abgehalten, die ohne nennenswerte Opposition Wilhelms politische Ideen abnickten. Die Zusammensetzung des Geheimen Rats wurde anders als in den ersten Regierungsjahren nur noch selten umgebildet. Innenpolitisch hatte die Modernisierung des Staates durch Reformen und der Abbau der Staatsverschuldung hohe Priorität.
Im Oktober 1820 erschien in London das Manuskript aus Süddeutschland. Dieses Buch enthielt eine Bewertung der historischen Entwicklung und politischen Lage in Deutschland. Es forderte eine weitere Mediatisierung der kleinen Länder in Deutschland auf die vier Mittelstaaten Bayern, Sachsen, Hannover und Württemberg, die als Drittes Deutschland gemeinsam ein Gegengewicht zu den Großmächten Preußen und Österreich bilden sollten. Württemberg sollte dabei um Baden, die Fürstentümer Hohenzollern-Hechingen und Hohenzollern-Sigmaringen, sowie um das Elsass vergrößert werden. Bald wurde bekannt, dass Autor und Herausgeber des Buchs fingiert waren. Eigentlicher Verfasser war Friedrich Ludwig Lindner (1772–1845), der eine Art persönlicher Referent Wilhelms war. Es war davon auszugehen, dass Wilhelm der geistige Urheber und Ideengeber für die Schrift war und Lindner mit anderen quasi als Ghostwriter fungierte. Das Manuskript führte dazu, dass sich das Verhältnis zwischen Preußen und Österreich auf der einen und Württemberg auf der anderen Seite wesentlich verschlechterte. Beim Veroneser Kongress 1822 leiteten die Großmächte Österreich, Preußen und Russland die Isolierung Württembergs ein. Im Frühjahr 1823 wurden die diplomatischen Beziehungen abgebrochen, der Außenminister Graf Wintzingerode und der Bundestagsgesandte Freiherr von Wangenheim traten zurück. Die Popularität Wilhelms in liberalen Kreisen stieg. Repressalien führten allerdings dazu, dass Wilhelm einlenken musste. Im November 1824 stimmte Württemberg einer Verlängerung der antiliberalen Karlsbader Beschlüsse zu. Dies war für Wilhelm eine politische Niederlage, die mit einem großen Prestigeverlust verbunden war und ihn in der Folgezeit zu einem an der Machbarkeit ausgerichteten Realpolitiker werden ließ.
Nach der erfolgreichen französischen Julirevolution von 1830 erhielten die Liberalen in fast ganz Europa, so auch in Württemberg Auftrieb. Der Freiheitskampf Polens gegen Russland 1830/1831 verstärkte diesen Trend. Im Dezember 1831 gewannen die Liberalen die Wahlen zur zweiten Kammer des württembergischen Landtags. Das Hambacher Fest am 27. Mai 1832, bei dem das Hambacher Schloss in der Rheinpfalz Kulisse für eine liberale und demokratische Kundgebung war, wurde in Württemberg durch eine königliche Verordnung, die politische Versammlungen verbot, beantwortet. Wilhelm verschob die Einberufung des 1831 gewählten Landtags über ein Jahr bis zum 15. Januar 1833. Nach der Auflösung des Landtags am 22. März fanden im April Neuwahlen statt, aus denen die Liberalen unter Friedrich Römer wiederum als Sieger hervorgingen. Wilhelm verweigerte daraufhin den gewählten Abgeordneten im Staatsdienst die Freistellung für die Ausübung ihres Mandats. Friedrich Römer, Ludwig Uhland und auch andere liberale Abgeordnete quittierten deshalb den Staatsdienst.
Die diplomatischen Beziehungen zwischen Württemberg auf der einen sowie Preußen und Österreich auf der anderen Seite waren auch in dieser Zeit gering. Ab 1836 bemühte sich Wilhelm um ein besseres Verhältnis zu Preußen. Im September 1836 besuchte Prinz Wilhelm, der spätere deutsche Kaiser, Stuttgart. 1838 kam es zum Gegenbesuch Wilhelms in Berlin, wo er auch seinen Schwager und Cousin, den seit 1825 regierenden Zaren Nikolaus I., traf. Ab diesem Zeitpunkt wurde auch ein preußischer Gesandter in Württemberg etabliert.

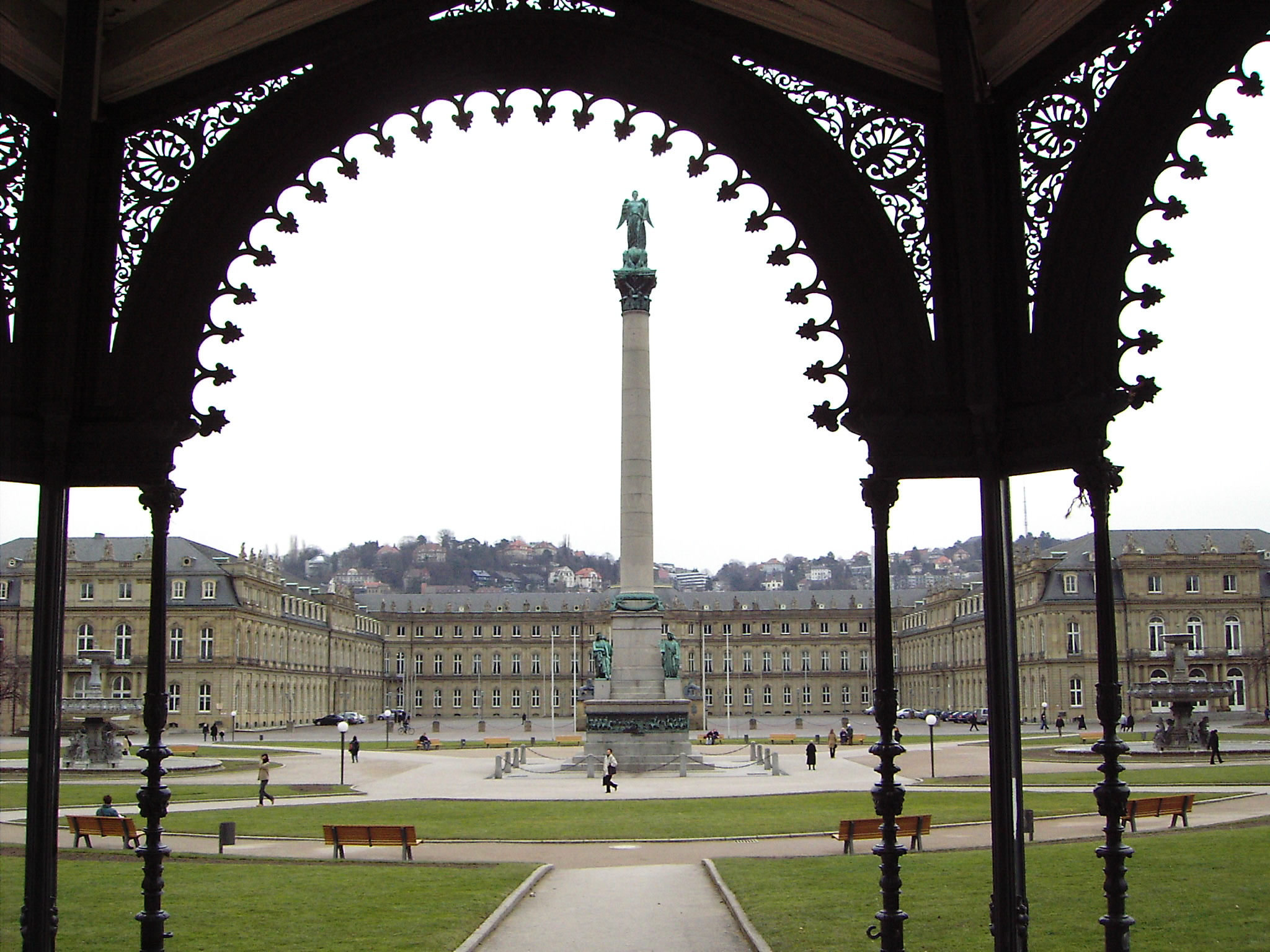
Jubiläumssäule auf dem Schloßplatz in Stuttgart

Die 1830er Jahre waren in Württemberg durch einen wirtschaftlichen Aufschwung gekennzeichnet. Landwirtschaft, Handel und Handwerk florierten. Es gelang die Staatsverschuldung abzubauen und die Steuern zu senken. Die Neckarschifffahrt, die durch den Wilhelmskanal seit 1821 von Heilbronn aus auch flussaufwärts wieder möglich war, und das Straßennetz wurden ausgebaut. Erste Planungen für den Eisenbahnbau wurden vorgenommen. Wilhelm interessierte sich stark für die aufkommende Industrialisierung und besuchte deshalb 1837 Großbritannien. Zum 25-jährigen Regierungsjubiläum 1841 befand sich das Königreich in einer wirtschaftlich guten Lage. Am 27. September 1841 feierte Wilhelm seinen 60. Geburtstag. Am 28. September fand in Stuttgart der Festzug der Württemberger mit 10.390 Teilnehmern, darunter 640 Reiter und 23 Wagen mit Pferde- und Rindergespannen aus dem gesamten Königreich statt. An die 200.000 Zuschauer, mithin jeder neunte Württemberger, waren in die Landeshauptstadt mit ihren damals 40.000 Einwohnern gekommen. Auf dem Schloßplatz wurde eine Festsäule aus Holz errichtet, die zwei Jahre später durch die dauerhafte Jubiläumssäule ersetzt wurde. Die ganze Stadt war geschmückt. Am Abend wurde auf der Prag ein großes Feuerwerk abgebrannt; überall im Land wurden Höhenfeuer entzündet. Wilhelm wurde durch patriotische Gedichte und Lieder in den Zeitungen gefeiert. Die Feierlichkeiten und die Beteiligung aus dem ganzen Land brachten zum Ausdruck wie stark Württemberg in der Regierungszeit Wilhelms zu einem einheitlichen Staat zusammengewachsen war.

### Wilhelm und die Revolution von 1848/1849

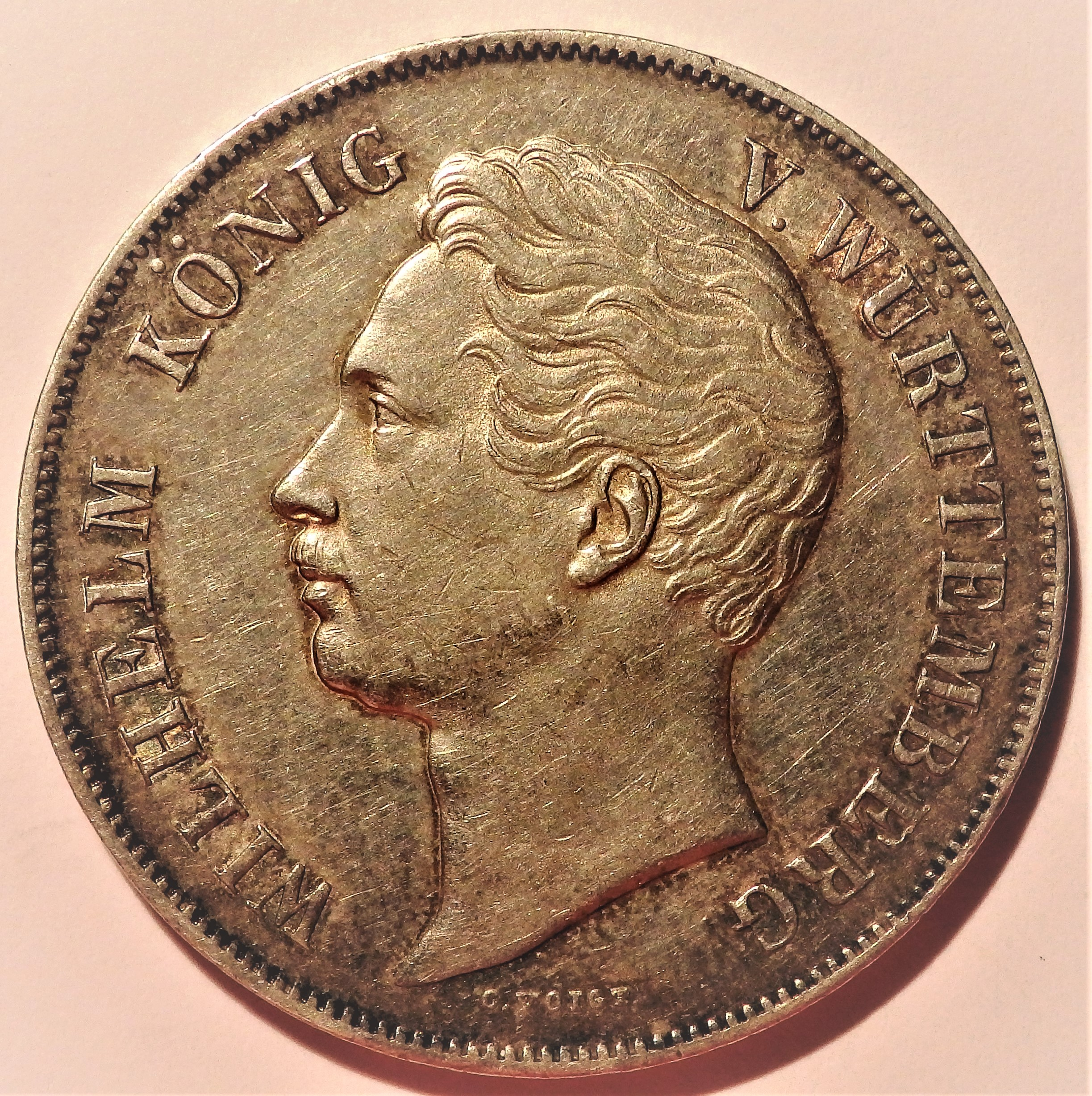
Zwey Gulden, Württemberg, 1846, AKS 76, Porträt Wilhelms I.

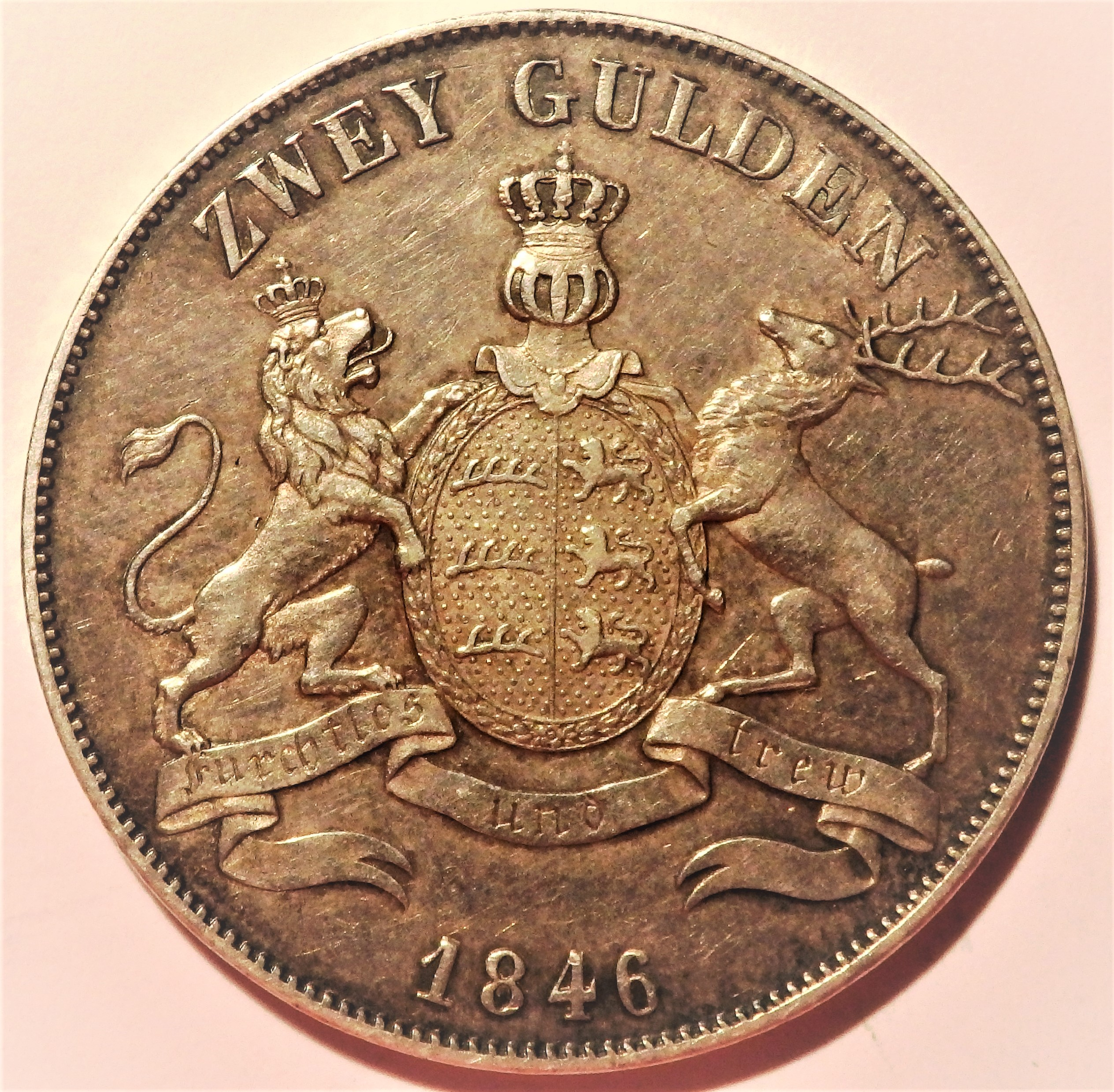
Wappenseite AKS 76

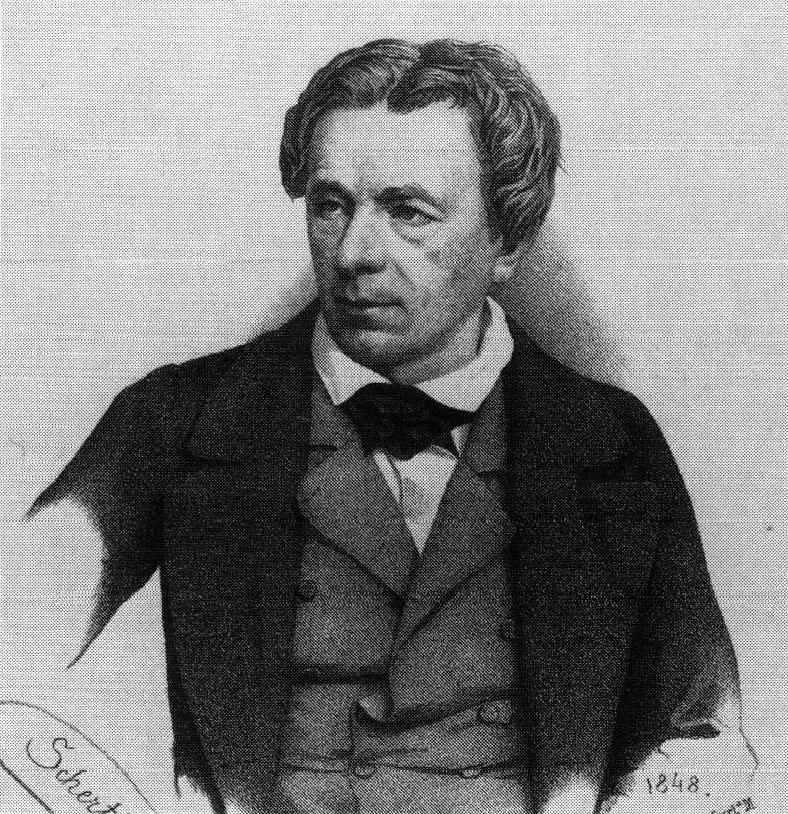
Friedrich Römer 1848

In den Jahren 1846 und 1847 kam es nach Missernten in Württemberg zu Hungersnöten und stärkerer Auswanderung. Die bis dahin relativ zufriedene Grundstimmung der Bevölkerung schlug um. Liberale und demokratische Forderungen wurden mit mehr Nachdruck vertreten. Im Januar 1848 verlangte eine Protestversammlung in Stuttgart ein gesamtdeutsches Bundesparlament, Pressefreiheit, Vereins- und Versammlungsfreiheit, Einführung von Schwurgerichten und Volksbewaffnung. Im Februar brach in Frankreich erneut eine Revolution aus. Als dort König Louis Philippe abdankte und ins Exil nach Großbritannien floh, erkannte Wilhelm die Brisanz der Situation und versuchte die Revolution durch Entgegenkommen gegenüber Liberalen und Demokraten aufzuhalten. Am 1. März setzte er das liberale Pressegesetz aus dem Jahr 1817, das durch die Karlsbader Beschlüsse des Deutschen Bundes 1819 ausgesetzt wurde, wieder in Kraft. Er versuchte den Geheimen Rat unter dem konservativen Joseph von Linden zu ersetzen. Dies scheiterte aber am 6. März durch Proteste in der Bevölkerung. Wilhelm willigte daraufhin ein, dass unter dem liberalen Friedrich Römer eine als Märzministerium bezeichnete Regierung eingerichtet wurde. Er empfand dies als Demütigung und ernannte die Regierungsmitglieder nicht zu Chefs der Departements, sondern zu Staatsräten.
Am 18. März 1848 wurde die württembergische Armee nicht mehr auf den König, sondern auf die Verfassung vereidigt. Auch wenn Römer nie das Vertrauen Wilhelms hatte, sorgte er dafür, dass sich in der Revolution in Württemberg nie eine Mehrheit für die Abschaffung der Monarchie bildete. Im April beteiligte sich die württembergische Armee an der Niederschlagung der Aufstände von Friedrich Hecker und Gustav von Struve in Baden. Im Juni 1848 wurde ein neuer Landtag gewählt, bei der die Liberalen unter Friedrich Römer wiederum die Mehrheit in der Zweiten Kammer erhielten. Wilhelm besuchte im Juli 1848 Frankfurt, wo seit dem 18. Mai 1848 die Nationalversammlung tagte und am 29. Juni 1848 Erzherzog Johann von Österreich zum Reichsverweser gewählt wurde. Zuvor war eine von Generalleutnant Joseph Konrad von Bangold, einem Adjutanten Wilhelms, verfasste Denkschrift erschienen, die die Mediatisierung Badens und der Fürstentümer Hohenzollern-Sigmaringen und Hohenzollern-Hechingen auf Württemberg forderte.
Im Herbst verfolgte Wilhelm ein Konzept, das darauf abzielte, dass die Leitung Deutschlands nicht nur einem Staatsoberhaupt, sondern einem Direktorium übertragen werden sollte. Diesem Direktorium sollten der König von Preußen und der Kaiser von Österreich ständig sowie die anderen deutschen Könige in einem turnusmäßigen Wechsel angehören. Als die Nationalversammlung am 8. März 1849 Friedrich Wilhelm von Preußen zum deutschen Kaiser wählte, enthielt sich Friedrich Römer als württembergischer Abgeordneter der Stimme. Er riet Wilhelm allerdings, diese Wahl zu billigen. Falls Friedrich Wilhelm von Preußen ablehne, habe Wilhelm gute Chancen, von der Nationalversammlung zum Kaiser gewählt zu werden. Diese Schmeichelei verstärkte allerdings nur das Misstrauen Wilhelms gegenüber Römer.
Am 20. April 1849 sprach sich die Kammer der Abgeordneten in den Landständen mit nur zwei Gegenstimmen dafür aus, dass Württemberg die von der Nationalversammlung am 28. März 1849 beschlossene Reichsverfassung anerkenne. Wilhelm lehnte dies ab und begründete seine Ablehnung in einer Beilage zum Schwäbischen Merkur mit einer Auflage von 12.000 Exemplaren. Er verlegte seinen Aufenthaltsort angesichts der brenzligen Situation von Stuttgart in die Garnisonstadt Ludwigsburg. Die Offiziere dort sicherten ihm zwar die Gefolgschaft zu, rieten aber dringend, die Meinungsverschiedenheiten zwischen König und Regierung über die Reichsverfassung aus der Welt zu schaffen. Am 25. April entschied sich Wilhelm, die Reichsverfassung anzuerkennen. Er empfand dies aber als aufgezwungene Demütigung, was sich noch verstärkte, als ihm klar wurde, dass er der einzige Fürst eines größeren deutschen Staates war, der die Verfassung akzeptiert hatte.

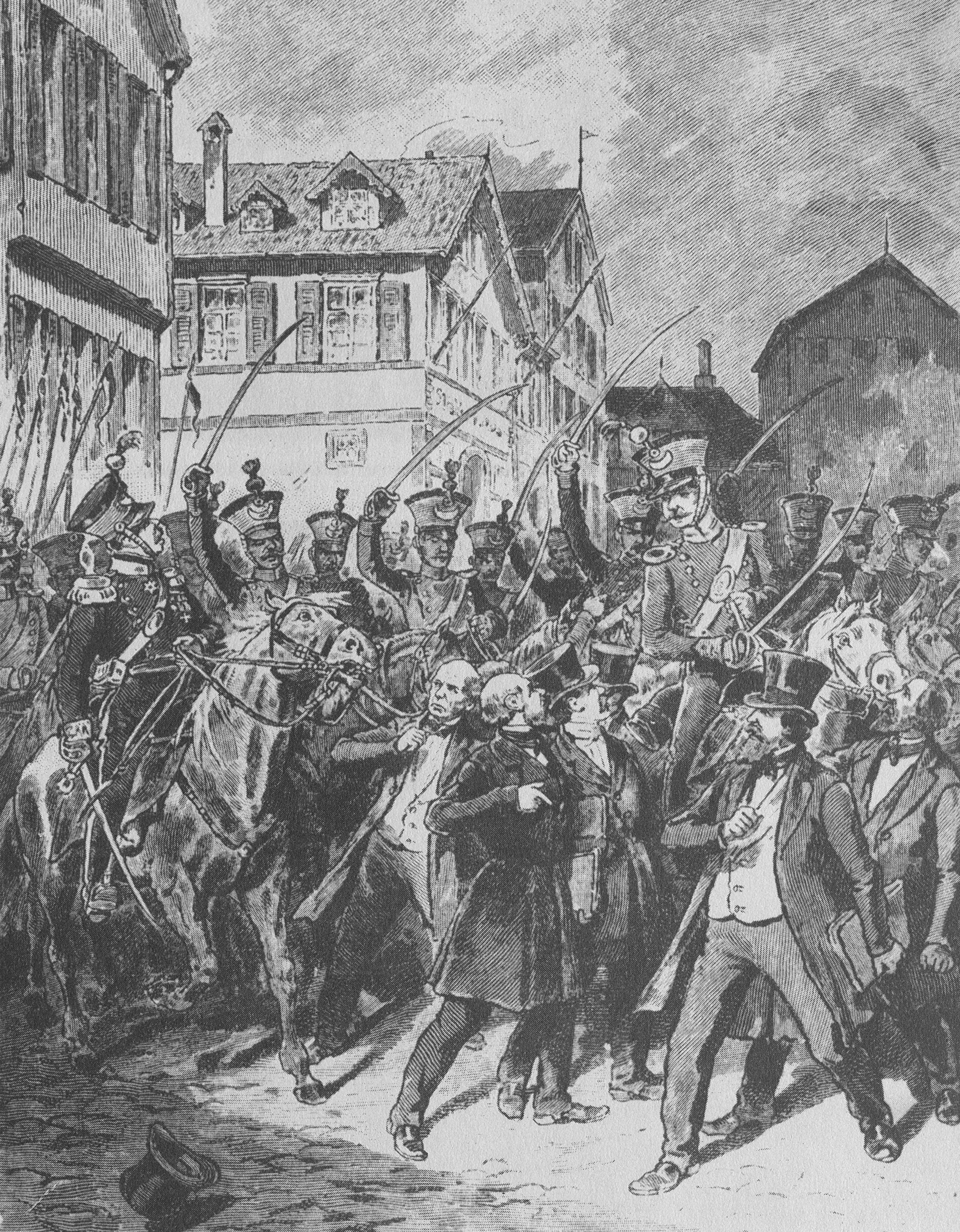
Die Auflösung des Rumpfparlaments durch württembergische Truppen – nach einer Buchillustration von 1893

Nachdem die Nationalversammlung mit der Ablehnung der deutschen Kaiserkrone durch Friedrich Wilhelm von Preußen gescheitert war, fassten die verbliebenen Abgeordneten am 30. Mai 1849 den Entschluss, die Sitzungen nach Stuttgart zu verlegen. Ab dem 6. Juni 1849 tagte diese mitunter spöttisch als Rumpfparlament bezeichnete Rest-Nationalversammlung mit anfangs 154 Abgeordneten unter Parlamentspräsident Wilhelm Loewe in Stuttgart. Als das Rumpfparlament zur Steuerverweigerung und mit der Unterstützung der Reichsverfassungskampagne zur Erhebung gegen die Regierungen aufrief, wurde es bereits am 18. Juni 1849 durch württembergisches Militär besetzt und nach einem Demonstrationszug der verbliebenen 99 Abgeordneten durch Stuttgart gewaltsam aufgelöst. Die nicht-württembergischen Abgeordneten wurden des Landes verwiesen.
Am 2. Juli kehrte Wilhelm nach Stuttgart zurück. Im August 1849 fanden Wahlen zu einer Verfassunggebenden Versammlung statt, bei denen die Demokraten gegenüber den gemäßigten Liberalen die Mehrheit erreichten. Während die Liberalen die Bindung des aktiven und passiven Wahlrechts an Einkommenshöhe und Vermögen forderten, verlangten die Demokraten ein allgemeines, gleiches und direktes Wahlrecht für alle volljährigen Männer. Ende Oktober 1849 entließ der König die von der Landesversammlung gewählte Regierung unter Friedrich Römer. Die Minister wurden durch eine Regierung aus Beamten unter Innenminister Johannes von Schlayer ersetzt. Am 7. Dezember 1849 wurden die Fürstentümer Hohenzollern-Hechingen und Hohenzollern-Sigmaringen in das Königreich Preußen eingegliedert. Wilhelms Ziel der Mediatisierung Hohenzollerns auf Württemberg war damit gescheitert, obwohl württembergische Truppen bei der Revolution dort zugegen waren. Das daraufhin zerrüttete Verhältnis zu Preußen wurde erst 1852 mit der Wiederaufnahme diplomatischer Beziehungen normalisiert.
Ab 1850 leitete Wilhelm eine reaktionäre Politik ein. Seine Erfahrungen in der Revolution brachten ihn dazu, Volksvertretungen generell abzulehnen. Er wollte das Volk „vom periodischen Fieber der Wahlen befreien“. Am 2. Juli 1850 setzte er eine neue Regierung mit dem konservativen Joseph von Linden als Innenminister ein. Linden vollzog die reaktionäre Politik des Deutschen Bundes im Königreich Württemberg. Er war ein willfähriger Erfüllungsgehilfe für Wilhelms Restaurationspolitik. Die alte Verfassung wurde wieder in Kraft gesetzt und die Grundrechte der Reichsverfassung für ungültig erklärt. Die während der Revolution aufgelöste Kammer der Standesherren wurde wieder einberufen. Das Heer wurde statt auf die Verfassung wieder auf den König vereidigt. Die Prügelstrafe wurde 1852 und die Todesstrafe 1853 wieder eingeführt. Die konservative Regierung unter Führung Lindens blieb bis kurz nach Wilhelms Tod im Amt.

### Mammutbäume
Es war König Wilhelm, dem wir heute die Mammutbäume im Südwesten Deutschlands verdanken. Er ließ im Jahr 1864 von seinen Gärtnern in der Wilhelma Mammutbäume aussäen. Über 5000 kräftige Pflanzen konnten die Gärtner bis zum darauf folgenden Jahr heranziehen. Diese Menge war natürlich für das kleine Gelände der Wilhelma zu groß, weswegen die Bäume an die Forstdirektionen im Land verteilt wurden.

### Alter und Tod

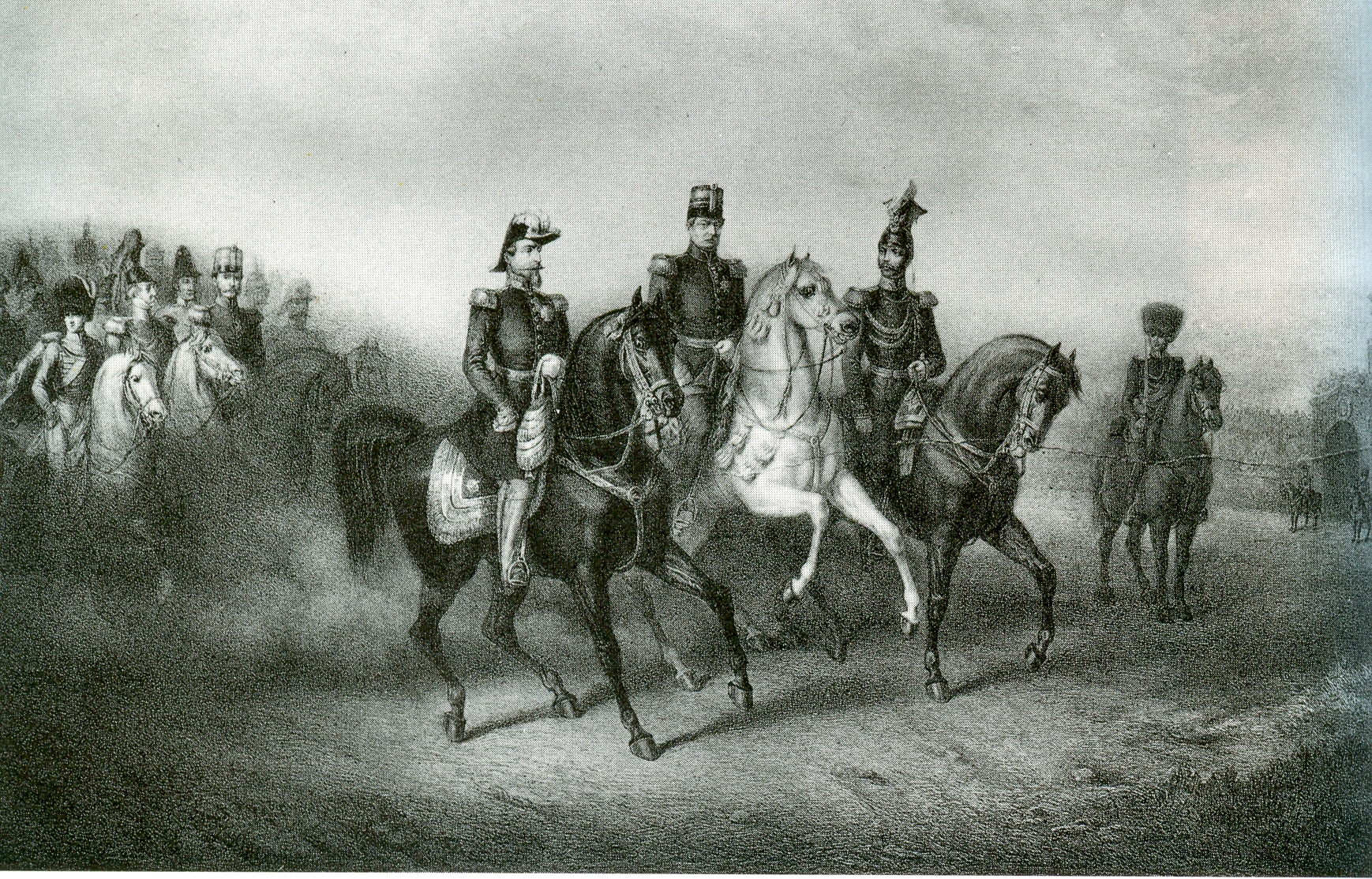
Kaiser Napoleon III., König Wilhelm I. und Zar Alexander II. beim Zweikaisertreffen in Stuttgart 1857

In den 1850er Jahren spitzte sich die Polarität zwischen Preußen und Österreich in Deutschland zu. Wilhelm verfolgte außenpolitisch eine Strategie wechselnder Bündnisse und Übereinkünfte mit den europäischen Großmächten. Im Krimkrieg zwischen Russland auf der einen und dem Osmanischen Reich, Frankreich sowie Großbritannien auf der anderen Seite setzte er sich für eine Neutralität des Deutschen Bundes ein. Dies stärkte die Stellung der württembergischen Schutzmacht Russland. Nachdem der Krimkrieg nach dem Tod Zar Nikolaus I. 1855 durch dessen Sohn und Nachfolger Alexander II. 1856 beendet wurde, bemühte sich Wilhelm um die Normalisierung des Verhältnisses zu Frankreich. Dort regierte seit 1852 Napoleon III., ein Neffe seines Schwagers Jérôme Bonaparte, der nach dem Ende seines Königreichs Westphalen von der württembergischen Verwandtschaft aufgefangen worden war. Der Krimkrieg hatte die Vormachtstellung Russlands in Europa und die Heilige Allianz von 1815 zwischen Russland, Österreich und Preußen beendet. Am 27. September 1857 kam es in Stuttgart zu einem von Wilhelm organisierten Zweikaisertreffen zwischen Napoleon III. und Zar Alexander II. Im Sardinischen Krieg 1859 besiegte daraufhin Frankreich Österreich. Russland griff nicht in den Krieg ein. Die Kriegshandlungen fanden in Italien und nicht auf dem Gebiet des Deutschen Bundes statt. Vermutlich ist es mit ein Verdienst der Politik Wilhelms in diesen Jahren, dass Württemberg erst nach seinem Tod durch die Teilnahme am Deutschen Krieg 1866 und nicht schon früher in die Kriege in Europa mit hineingezogen wurde. Bemerkenswert ist in diesem Zusammenhang auch, dass Württemberg noch im Jahr vor Wilhelms Regierungsübernahme mit Napoleon und schon zwei Jahre nach seinem Tod im Deutschen Krieg in kriegerische Auseinandersetzungen verwickelt war, während es in seiner gesamten Regierungszeit an keinem Krieg teilgenommen hatte. Gerade in seinem Alter suchten europäische Fürsten vielfach seinen Rat. Sein Biograph Paul Sauer bezeichnete ihn deshalb als Nestor unter den europäischen Fürsten.

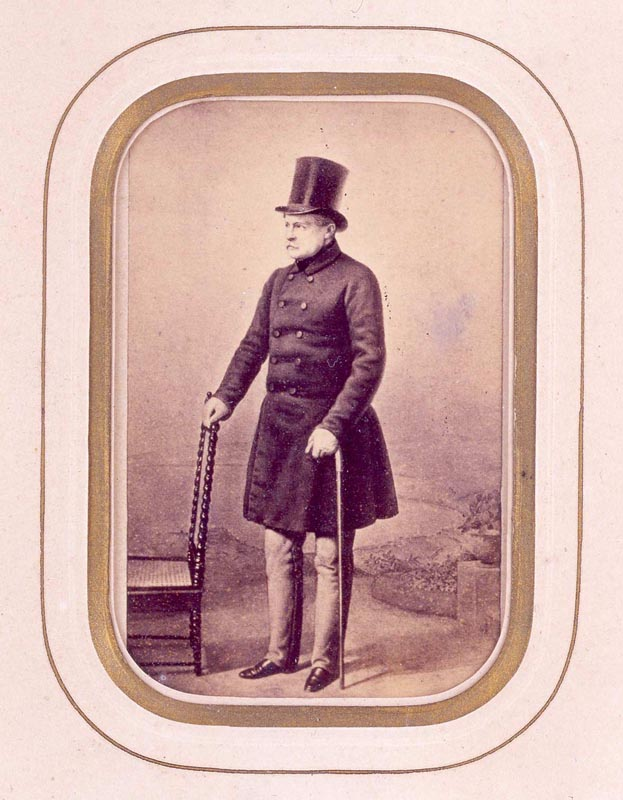
König Wilhelm I. 1861

Seine reaktionäre und kleinkarierte Innenpolitik stand hierzu in krassem Gegensatz. Sie war mit einer zunehmenden Verbitterung verbunden. Das Verhältnis zu seiner Frau wahrte nach außen zwar die Form, war aber völlig zerrüttet. Auf Reisen und bei Kuraufenthalten wurde er von seiner Geliebten Amalie von Stubenrauch begleitet. Er traute seinem Sohn Prinz Karl die Übernahme von Regierungsaufgaben nicht zu. Karls homosexuelle Neigungen beunruhigten ihn. Seiner Schwiegertochter und Nichte 2. Grades Kronprinzessin Olga, die Karl 1846 geheiratet hatte, war Wilhelm sehr zugeneigt. Sie musste häufig zwischen ihrem Mann und ihrem Schwiegervater vermitteln, was langfristig auch zu einem angespannten Verhältnis zwischen ihr und Wilhelm führte. Seine Töchter aus der Ehe mit Katharina hatten beide Ehestreitigkeiten mit ihren Männern Alfred von Neipperg und Wilhelm von Oranien. Wilhelm wurde im Alter zunehmend schwerhörig. Er unterzog sich ab den 1850er Jahren häufig Kuren. Im Herbst 1863 verschlechterte sich sein Zustand. Zu seiner Familie hatte er nur noch wenig Kontakt, während seine Geliebte Amalie von Stubenrauch ständig bei ihm war. Häufig wurde er von dem Schriftsteller Friedrich Wilhelm Hackländer besucht. Vor seinem Tod ließ er einen Teil seiner privaten Briefe und Aufzeichnungen vernichten.

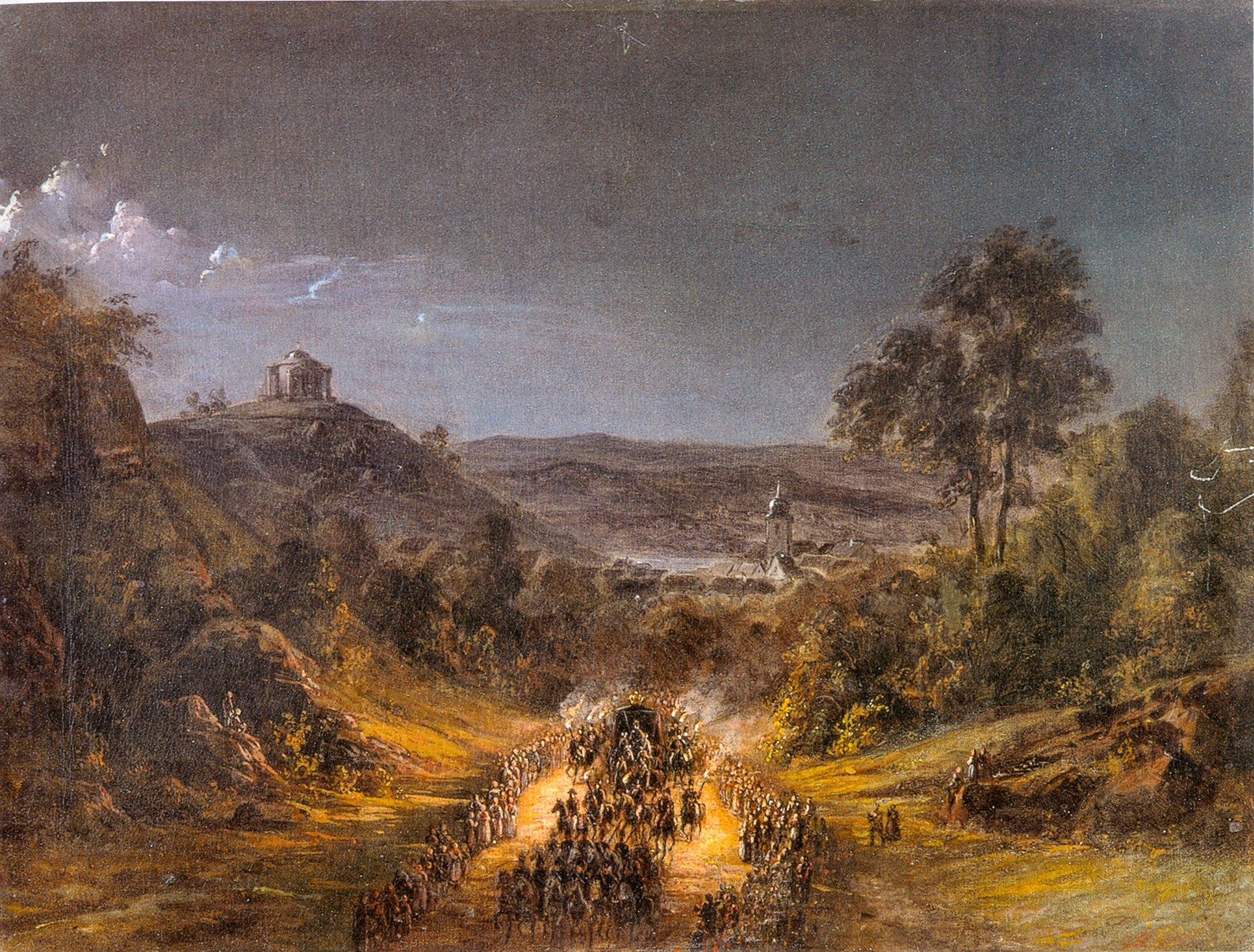
Überführung des Leichnams Wilhelm I. in den frühen Morgenstunden des 30. Juni 1864 in die Grabkapelle auf dem Württemberg

Wilhelm starb am Morgen des 25. Juni 1864 um 5:10 Uhr auf Schloss Rosenstein in Anwesenheit seines Leibarztes Karl Elsässer und eines Kammerdieners. Am Morgen des 30. Juni wurde er in Anwesenheit seines Sohnes und Nachfolgers König Karl sowie seines Stiefsohns Peter von Oldenburg an der Seite seiner zweiten Frau Katharina in der Grabkapelle auf dem Württemberg beigesetzt. Einige Stunden später fand dort ein Trauergottesdienst statt, bei dem seine Witwe Königin Pauline, seine Schwiegertochter und Nichte 2. Grades Königin Olga, seine Töchter Königin Sophie der Niederlande, Prinzessin Katharina von Württemberg und Auguste von Sachsen-Weimar, sein Neffe 2. Grades Großfürst Konstantin Nikolajewitsch von Russland sowie sein Stiefsohn Peter von Oldenburg zugegen waren.
Während Wilhelm in seinem Testament seine Frau Pauline nicht erwähnte, sorgte er dafür, dass seine ehemaligen Geliebten Therese von Abel und Blanche La Fleche Pensionen erhielten. Königin Pauline und König Karl veranlassten, dass Amalie von Stubenrauch Württemberg verlassen musste. Sie zog auf ein Gut in Tegernsee, gelegen neben der Villa Arco, das sie bereits 1862 erworben hatte, starb dort am 14. April 1876 und wurde in Tegernsee begraben.

### Vorfahren
| Ahnentafel Wilhelms I. von Württemberg | Ahnentafel Wilhelms I. von Württemberg                                                                                   | Ahnentafel Wilhelms I. von Württemberg                                                                                   | Ahnentafel Wilhelms I. von Württemberg                                                                                   | Ahnentafel Wilhelms I. von Württemberg                                                                                   | Ahnentafel Wilhelms I. von Württemberg                                                                                              | Ahnentafel Wilhelms I. von Württemberg                                                                       | Ahnentafel Wilhelms I. von Württemberg                                                                            | Ahnentafel Wilhelms I. von Württemberg                                                                              |
| -------------------------------------- | --- | --- | --- | --- | --- | --- | --- | --- |

Monogramm Wilhelms I.

| Ururgroßeltern                         | Herzog Friedrich Carl von Württemberg-Winnental (1652–1698) ⚭ 1682 Eleonore Juliane von Brandenburg-Ansbach (1663–1724)  | Anselm Franz von Thurn und Taxis (1681–1739) ⚭ Maria Ludovika Anna von Lobkowicz (1683–1750)                             | Markgraf Philipp-Wilhelm von Brandenburg-Schwedt (1669–1711) ⚭ Johanna Charlotte von Anhalt-Dessau                       | Friedrich Wilhelm I., König in Preußen (1688–1740) ⚭ 1706 Sophie Dorothea von Hannover (1687–1757)                       | Ferdinand Albrecht II. von Braunschweig-Wolfenbüttel (1680–1735) ⚭ 1712 Antoinette Amalie von Braunschweig-Wolfenbüttel (1696–1762) | Friedrich Wilhelm I., König in Preußen (1688–1740) ⚭ 1706 Sophie Dorothea von Hannover (1687–1757)           | König Georg II. von Großbritannien und Irland (1683–1760) ⚭ 1705 Caroline von Brandenburg-Ansbach (1683–1737)     | Herzog Friedrich II. von Sachsen-Gotha-Altenburg (1676–1732) ⚭ 1696 Magdalena Augusta von Anhalt-Zerbst (1679–1740) |
| Urgroßeltern                           | Herzog Karl Alexander von Württemberg (1684–1737) ⚭ 1727 Marie-Auguste von Thurn und Taxis (1706–1756)                   | Herzog Karl Alexander von Württemberg (1684–1737) ⚭ 1727 Marie-Auguste von Thurn und Taxis (1706–1756)                   | Friedrich Wilhelm von Brandenburg-Schwedt (1700–1771) ⚭ 1734 Sophie Dorothea Marie von Preußen (1719–1765)               | Friedrich Wilhelm von Brandenburg-Schwedt (1700–1771) ⚭ 1734 Sophie Dorothea Marie von Preußen (1719–1765)               | Herzog Karl I. von Braunschweig-Wolfenbüttel (1713–1780) ⚭ 1733 Philippine Charlotte von Preußen (1716–1801)                        | Herzog Karl I. von Braunschweig-Wolfenbüttel (1713–1780) ⚭ 1733 Philippine Charlotte von Preußen (1716–1801) | Friedrich Ludwig von Hannover, Prince of Wales (1707–1751) ⚭ 1736 Augusta von Sachsen-Gotha-Altenburg (1719–1772) | Friedrich Ludwig von Hannover, Prince of Wales (1707–1751) ⚭ 1736 Augusta von Sachsen-Gotha-Altenburg (1719–1772)   |
| Großeltern                             | Herzog Friedrich Eugen von Württemberg (1732–1797) ⚭ 1753 Friederike Dorothea Sophia von Brandenburg-Schwedt (1736–1798) | Herzog Friedrich Eugen von Württemberg (1732–1797) ⚭ 1753 Friederike Dorothea Sophia von Brandenburg-Schwedt (1736–1798) | Herzog Friedrich Eugen von Württemberg (1732–1797) ⚭ 1753 Friederike Dorothea Sophia von Brandenburg-Schwedt (1736–1798) | Herzog Friedrich Eugen von Württemberg (1732–1797) ⚭ 1753 Friederike Dorothea Sophia von Brandenburg-Schwedt (1736–1798) | Herzog Karl Wilhelm Ferdinand von Braunschweig (1735–1806) ⚭ 1764 Augusta von Hannover (1737–1814)                                  | Herzog Karl Wilhelm Ferdinand von Braunschweig (1735–1806) ⚭ 1764 Augusta von Hannover (1737–1814)           | Herzog Karl Wilhelm Ferdinand von Braunschweig (1735–1806) ⚭ 1764 Augusta von Hannover (1737–1814)                | Herzog Karl Wilhelm Ferdinand von Braunschweig (1735–1806) ⚭ 1764 Augusta von Hannover (1737–1814)                  |
| Eltern                                 | König Friedrich (1754–1816) ⚭ 1780 Auguste Karoline von Braunschweig-Wolfenbüttel (1764–1788)                            | König Friedrich (1754–1816) ⚭ 1780 Auguste Karoline von Braunschweig-Wolfenbüttel (1764–1788)                            | König Friedrich (1754–1816) ⚭ 1780 Auguste Karoline von Braunschweig-Wolfenbüttel (1764–1788)                            | König Friedrich (1754–1816) ⚭ 1780 Auguste Karoline von Braunschweig-Wolfenbüttel (1764–1788)                            | König Friedrich (1754–1816) ⚭ 1780 Auguste Karoline von Braunschweig-Wolfenbüttel (1764–1788)                                       | König Friedrich (1754–1816) ⚭ 1780 Auguste Karoline von Braunschweig-Wolfenbüttel (1764–1788)                | König Friedrich (1754–1816) ⚭ 1780 Auguste Karoline von Braunschweig-Wolfenbüttel (1764–1788)                     | König Friedrich (1754–1816) ⚭ 1780 Auguste Karoline von Braunschweig-Wolfenbüttel (1764–1788)                       |
| König Wilhelm I. von Württemberg       | | | | | | | | |

Siehe auch: Stammliste des Hauses Württemberg

### Ehen und Nachkommen

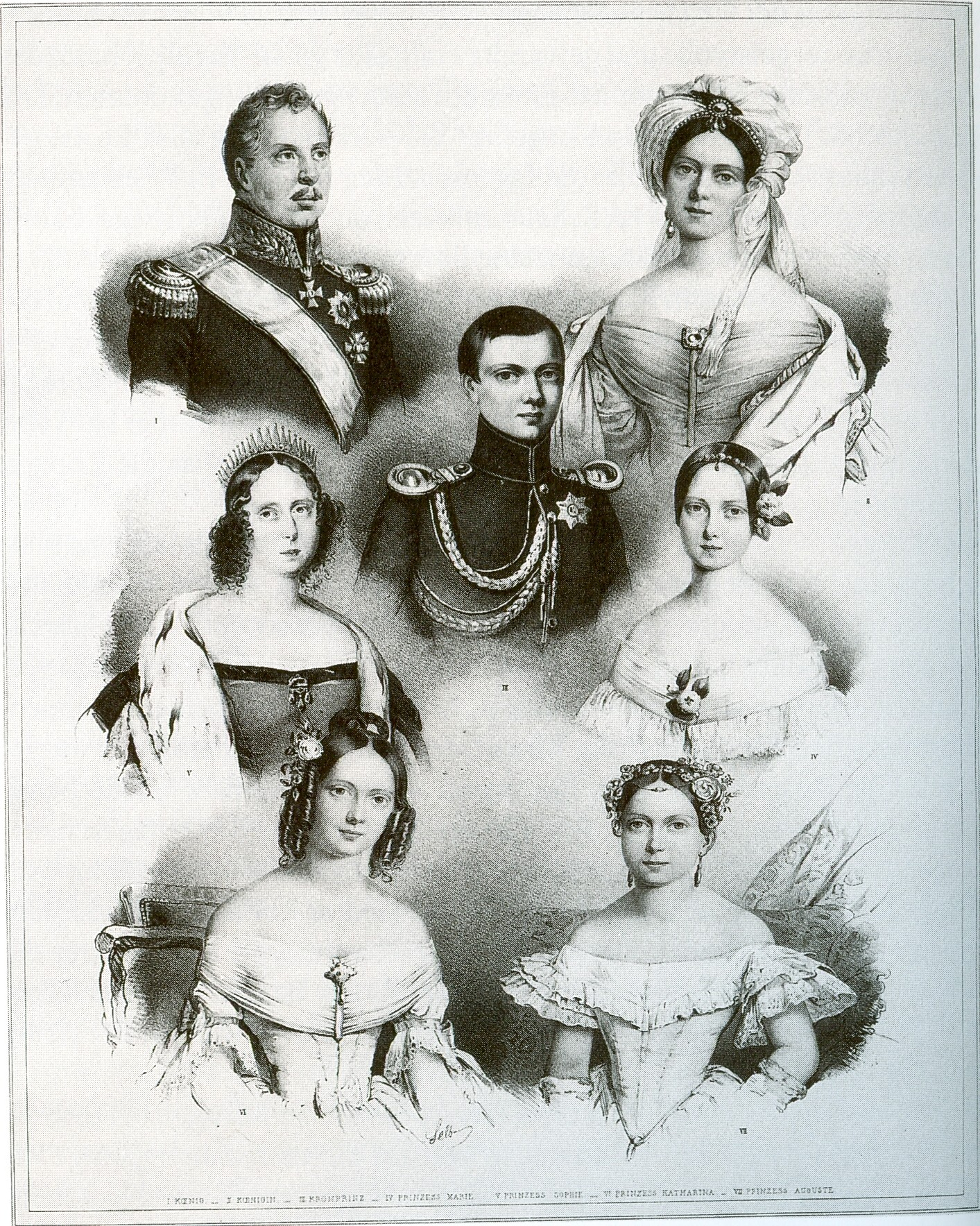
König Wilhelm I. und Pauline von Württemberg (oben), Sophie (links in der Mitte), Kronprinz Karl (zentral), Marie (rechts in der Mitte), Katharina (unten links) und Auguste (unten rechts)

Wilhelm I. war dreimal verheiratet. Am 8. Juni 1808 heiratete er Prinzessin Charlotte Auguste von Bayern aus der Dynastie der Wittelsbacher. Die Ehe blieb kinderlos und wurde am 12. Januar 1816 annulliert.
Am 24. Januar 1816 vermählte er sich mit seiner Cousine, der Großfürstin Katharina Pawlowna, der Witwe Georgs von Oldenburg. Ihre Mutter Zarin Maria Fjodorowna war eine Schwester seines Vaters König Friedrich. Katharina verstarb am 9. Januar 1819. Mit ihr hatte er zwei Töchter:
- Marie Friederike Charlotte (* 30. Oktober 1816; † 4. Januar 1887), verheiratet 1840 mit Graf Alfred von Neipperg
- Sophie Friederike Mathilde (* 17. Juni 1818; † 3. Juni 1877), verheiratet 1839 mit Wilhelm III., König der Niederlande

Aus erster Ehe mit dem am 27. Dezember 1812 verstorbenen Georg von Oldenburg brachte Katharina zwei Söhne in die Ehe ein:
- Peter Georg Paul Alexander (* 30. August 1810; † 16. November 1829)
- Konstantin Friedrich Peter (* 26. August 1812; † 14. Mai 1881)

Nach dem Tod Katharinas gingen beide zurück nach Oldenburg. Wilhelm blieb aber mit beiden in Kontakt.
In dritter Ehe heiratete Wilhelm seine Cousine Prinzessin Pauline von Württemberg (* 4. September 1800; † 10. März 1873) und hatte mit ihr drei Kinder:
- Katharina Friederike Charlotte[61] (* 24. August 1821; † 6. Dezember 1898), Mutter von König Wilhelm II. von Württemberg – verheiratet 1845 mit Friedrich von Württemberg (1808–1870), dem Sohn von Wilhelms I. Bruder Paul von Württemberg
- Karl Friedrich Alexander[61] (* 6. März 1823; † 6. Oktober 1891), ab 1864 König von Württemberg, verheiratet 1846 mit der russischen Großfürstin Olga Nikolajewna Romanowa
- Auguste Wilhelmine Henriette[61] (* 4. Oktober 1826; † 3. Dezember 1898), verheiratet 1851 mit Herrmann von Sachsen-Weimar-Eisenach